# ふるさと創生事業
ふるさと創生事業（ふるさとそうせいじぎょう）とは、1988年（昭和63年）から1989年（平成元年）にかけての日本で、各市区町村に対し地域振興のために1億円を交付した政策である。正式名称は「自ら考え自ら行う地域づくり事業」（みずからかんがえみずからおこなうちいきづくりじぎょう）。1億円を交付したので、「ふるさと創生一億円事業」とも言われる。

## 概説
昭和から平成にかけてのバブル経済の中で行われた政策事業で、竹下登内閣の自治大臣梶山静六が1988年（昭和63年）4月25日に発案した公共事業である。事業内容は地方交付税から交付団体の市町村一律に交付、その使い道について、日本国政府は関与しないとした。
地方公共団体が自ら主導する地域づくりということで、創意工夫し地域の振興を図る動きが各地で試みられた。このうち「ふるさとづくり特別対策事業」は1978年（昭和53年）度当初から企画されていたものであるが、梶山静六が積極的な立場であり、「ふるさと」の名にちなんだ政策にできないかと、注文をつけていたと自治省財政局地方債課の野平匡邦は述べている。
当初は原資は国費であり金額が一律10億円であったが、5月中旬に大蔵省が総理を通じて「一律300万円」と査定を伝え、梶山大臣が「それだったらやらない」と実施を断念した。その後、当時の自治省財政局長津田正が「一律一億円ならば地方交付税で対応が可能である」との打開案を提示した。国税の増収が大きければ地方交付税の増収も大きくなり、当時補正予算での地方交付税の増額計上が可能となった事情があった。この増額分を財源に当てようとの案である。よって地方交付税の形で支給されたため、地方交付税の不交付団体には支給されなかった。不交付団体は自由に使える財源が既にあるので、新たに交付する必要はない、ということである。また、地方交付税は地方交付税法第3条により、その使い道について条件をつけるのは禁止されているのに「ふるさと創生」のために交付するのは問題なのではという指摘がある。このため使い道は自由としていた。

### 各自治体の使途
1億円を受け取った各自治体は、地域の活性化などを目的に観光整備などへ積極的に投資し、経済の活性化を促進した。また、無計画に箱物行政やモニュメントの建設・製作に費やしたりと、無駄遣いの典型として揶揄されることも多かった。一方で使い道に困った自治体の中には、基金や補助金として活用することを選択するところも多かった。
1990年（平成2年）10月に自治省が行った最終報告では、1自治体当たり平均3.3件の事業を手掛け、このうち人材育成などの「ソフト事業」が建物建設などの「ハード事業」の約2倍余りに上ったという分析が出された。しかしその後、政府（旧・自治省、現・総務省）自らによる、この事業に関する検証（経済効果測定を含む）はなされていない。

### 担当者の意見
これらのことに関して、自治省財政局地方債課の野平匡邦は、地域社会計画センターでのヒアリングの際に、仮に酒を飲んでしまっても、経理の問題にすぎず、悪いことではない、という考えを述べている。そして、地方交付税の使途として単位費用の観点から特定性が無いという観点の下「『何でも使ってください。その代わりいい事業をやったところは評価されるでしょうし、ろくなことをやらなかったところは笑われるでしょうね』という以外には、自治省としては言いようが無い」と自治省の立場からのコメントを寄せて「ただせっかくみんなに1億配っているから『大いに議論して楽しんでください』とお願いしているだけです」と、続けて締めくくっている。
初代地方創生大臣を務めた石破茂は、著書『日本列島創生論』（2017年4月 新潮社）の中で、竹下登に無駄遣いではないかと尋ねたところ「石破、それは違うんだわね。これによってその地域の知恵と力がわかるんだわね」と明かされ、実施の理由に関する秘話を紹介している。

### 自治体や住民の評価
北海道亀田郡恵山町（現・函館市）の恵山町史（2007年）では、「地方自治体に交付金への依存をさらに高める結果となったのではないか」と批判している。

### 外部評価
愛知東邦大学経営学部教授の宮本佳範は2024年（令和6年）の東海テレビ放送の取材に対して「住民たちが地域の魅力を考え直すきっかけとしては大きな起爆剤になった」と評価する。

## 主な使途

### 北海道
宗谷総合振興局

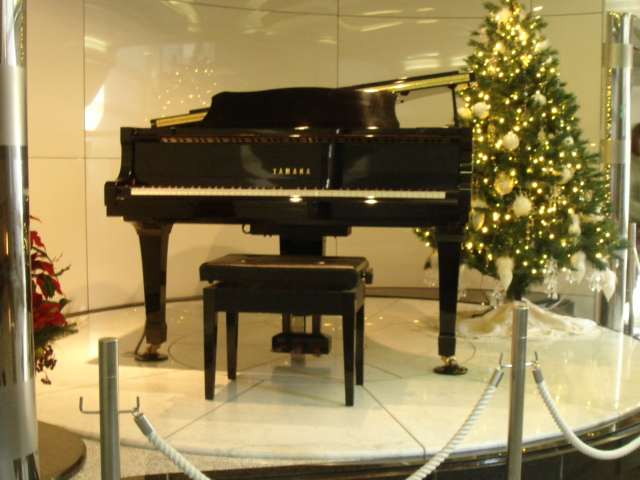
大理石製で自動演奏ピアノを有するトイレ（伊達市）

- 稚内市 - 5000万円を追加してそうや竜ふるさと歴史館を建設[10]。
- 天塩郡幌延町 - 金田心象書道美術館を建設[11]。
- 枝幸郡歌登町（現・枝幸町）-  キイチゴなどの農産物の試作や加工研究、旧美幸線トンネル利用調査研究[12]。

上川総合振興局
- 上川郡下川町 - ミニ万里の長城を設置[13]。2000年（平成12年）に完成したが、公園の拡張に伴い、2011年（平成23年）から再び石積みを再開した。
- 上川郡剣淵町 - 旧役場庁舎を改装し、剣淵町絵本の館を開館[14]。
- 滝川市 - スカイスポーツの振興、運動公園、散歩道の整備[15]。
- 富良野市 - 特産品開発センターの建設[16]。

オホーツク総合振興局
- 北見市・常呂郡訓子府町 - ソーラーカーレース、ソーラーエネルギー関連のシンポジウム、展示会[17]。
- 紋別郡丸瀬布町（現・遠軽町） - 人材育成事業[18]。

十勝総合振興局
- 河東郡音更町 - 廃校施設を活用したセミナーハウスの建設[11]。
- 中川郡本別町 - ふるさと銀河線仙美里駅の駅舎を床暖房やスロープ、コミュニティセンターを併設して改装[19]。2006年（平成18年）の廃線後も、十勝バスの仙美里停留所の待合棟として現存する。
- 足寄郡陸別町 - ふるさと銀河線小利別駅の駅舎をコミュニティーセンター併設のものに改装[19]。2006年（平成18年）の廃線後、公衆便所等として活用されている。
- 広尾郡広尾町 - 広尾サンタランドの整備[20]。

釧路総合振興局
- 釧路郡釧路町 - アイスホッケーを媒体としたしばれる大地の七ころび八おきスポーツ事業[18]。

根室振興局
- 野付郡別海町 - ふるさとの森づくり事業[21]。

空知総合振興局
- 夕張市 - ゆうばり国際ファンタスティック映画祭を開催[22]。
- 雨竜郡北竜町 - 町記録映画製作[23]。
- 空知郡上砂川町 - 地下無重力実験センター周辺整備事業[24]。

留萌振興局
- 留萌市 - 黄金岬海浜公園の岩場の床を自然石で整備し、波打ち際を照らす22基の照明光線を設置[25]。
- 留萌郡小平町 - 血統の優れた黒毛和牛の繁殖素牛を導入し、生産された子牛を町内農家に貸付して町内肉用牛の品質向上に努めた[26]。
- 苫前郡羽幌町 - 離島観光の振興のため海底探勝船を建設した他、オロロン鳥のモニュメント設置、サンセット王国シンボルタワーの建設[11]。

石狩振興局
- 札幌市 - 札幌国際デザイン賞の開催[15]。
- 石狩町（現・石狩市） - 石狩町シーサイドパークの通年活用の方途調査[20]。

後志総合振興局
- 小樽市 - 姉妹都市であるソ連のナホトカ市およびニュージーランドのダニーデン市との国際交流事業[27]。

胆振総合振興局
- 室蘭市 - マスコット「くじらん」の製作[28]
- 伊達市 - 道の駅フォーレスト276大滝に、大理石製で自動演奏のピアノの音が鳴るトイレを整備[5]。
- 有珠郡大滝村（現・伊達市） - 国鉄胆振線跡地を遊歩道として整備[29]。
- 虻田郡京極町 - 海外・国内研修への助成[30]、ふるさとおこし講演会の開催[31]、温泉ボーリング[32]。
- 虻田郡喜茂別町 - 町民の国内外への派遣事業などの人づくり事業[18]。

日高振興局
- 沙流郡日高町 - 日高町産業学習推進制度の実施[15]。
- 静内郡静内町（現・新ひだか町） - 二十間道路桜並木の整備[12]。
- 様似郡様似町 - 北海道大凧まつりの開催[12]。

檜山振興局
- 瀬棚郡今金町 - 1億円を加算し2億円として基金に積み立て資金運用。運用益を町の活性化に支出した[33]。
- 奥尻郡奥尻町 - 観光スポットとしてうにまるモニュメントを設置[34]。

渡島総合振興局
- 山越郡長万部町 - 人材育成派遣事業[35]
- 茅部郡鹿部町 - 郷土芸能の振興（鹿部太鼓の創設、大岩奴っ子振り大名籠の購入）[36]。
- 亀田郡大野町（現・北斗市） - 中学生海外派遣事業と温泉発掘事業[37]。源泉「おおの1992」を掘り当てることに成功し、大野町健康センターせせらぎ温泉（現・北斗市健康センターせせらぎ温泉）として運営[38]。
- 函館市 - 青函連絡船桟橋跡にイカモニュメントを設置。1988年（昭和63年）青函連絡船廃止後の特産のイカを使った街づくり[39]、歴史的建造物のライトアップや街路灯強化（1989年<平成元年>策定のファンタジー・フラッシュ・タウン基本計画）[40][41]。モニュメント本体については市民の間で賛否両論が起こった[42]。
- 亀田郡椴法華村（現・函館市） - 町会長を務める住民のブログによる証言によると土地購入に7,000万円、人材育成基金に2,000万円、まちづくり計画の立案（コンサルタント会社へ依頼）1,000万円。当初海岸に湧き出る温泉の露天風呂を改修する予定だったが叶わなかった[43]。
- 亀田郡戸井町（現・函館市） - 中学生海外研修事業の実施。人選で不公平との指摘がされ最終的に東京への修学旅行の実施になった。将来Uターンして戻ってくれればとの思いがあった。その後の動向は資料が残ってないこともあり把握されていない[44]。2004年（平成16年）に函館市に編入[45]。

### 東北地方
青森県

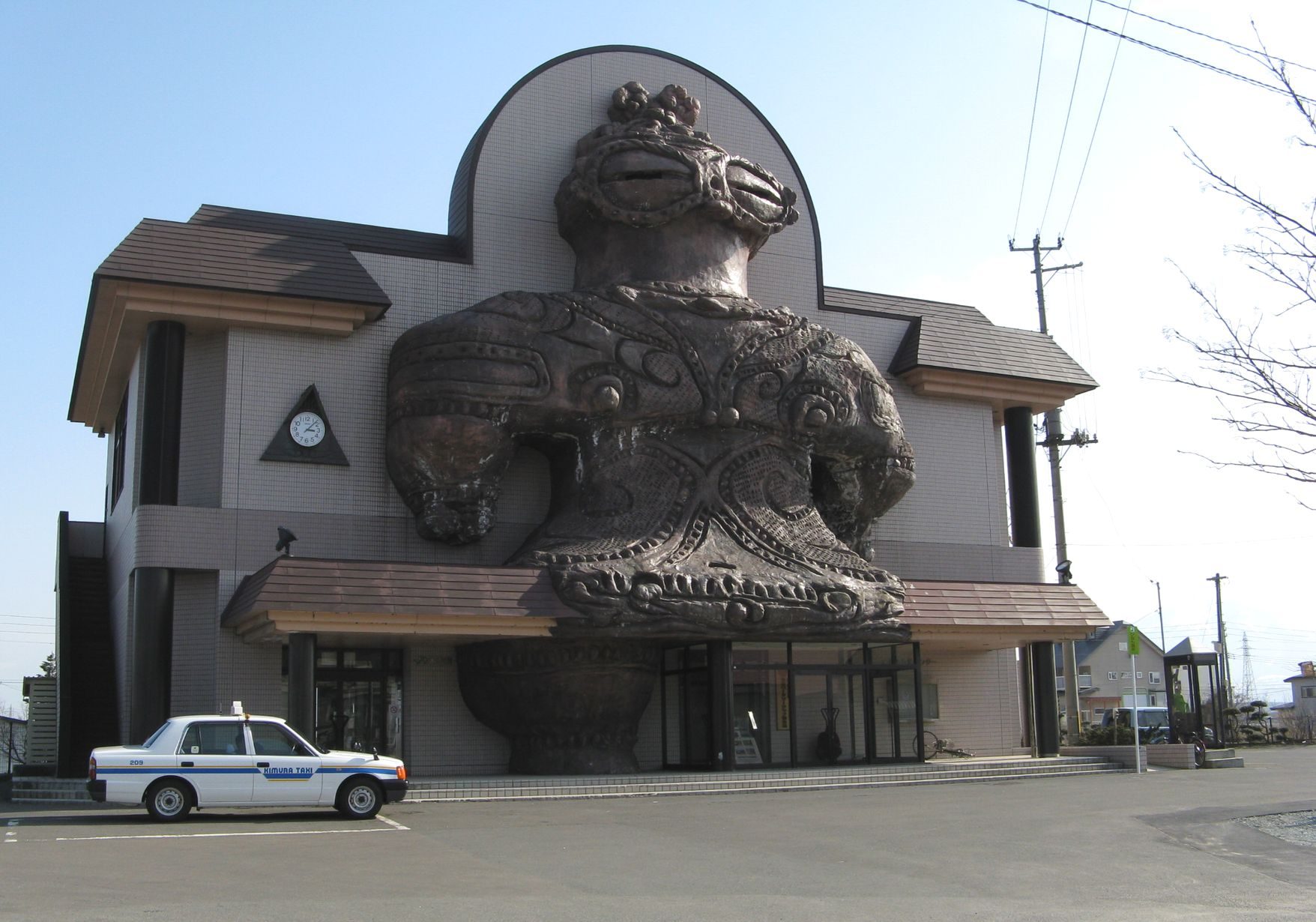
木造駅の巨大な土偶モニュメント（旧木造町・現つがる市）

- 南津軽郡浪岡町（現・青森市） - 中世考古学シンポジウムの開催、北日本における貿易陶磁研究会の結成、路上落書き天才大集合の開催、プロジェクト事業の実施計画作成、第三セクター・公社設立経費、りんご樹オーナー制度確立。
- 弘前市 - 岩木山開発基本構想作成、岩木山リゾート開発協議会補助、岩木山リゾート開発第三セクター出資、津軽岩木リゾートレジャーランド開発第三セクター出資。
- 中津軽郡相馬村（現・弘前市） - 「星と森のロマントピア」事業の一環として天文台「銀河」や天窓付きログキャビン「満天ハウス」の建設、ふるさと音頭、小唄制定、ふるさとビデオ制作、ふるさと招待事業、モニュメント建立、ふるさと出身者講演会、記念植樹祭。
- 中津軽郡岩木町（現・弘前市） - 町づくり大会、実践活動助成、わんぱく夢屋敷等の人材育成事業、お山参詣フランス講演、少年国内交流事業、桜並木整備事業、「フェスティバルイン岩木」「民俗芸能の集い」「おやまのてっぺんカーニバル」への助成、計画書及び町民行動計画づくり、夢おこし岩木山推進基金。
- 八戸市 - 根城本丸表御殿復元、都市緑化基金の設置。
- 黒石市 - 特産のこけしをPRしようと純金製・純銀製のこけし二体を制作し津軽こけし館で公開。のちに市民の反対運動の中、二体を2億円で売却した。売却後同館の入場者数は3分の1に激減。同館の担当者は「こけしでなく金塊を見に来ていた」と話す。また、黒石まちづくり市民財団を創設した。
- 北津軽郡市浦村（現・五所川原市） - 安部・安東氏の里としてのまちおこしのため、1990年8月に予算4000万円を使い、「安部・安東氏展」を開催。ふるさとふれあい交流事業、黒毛和種の育成、温泉空中探査、ふるさとづくり特別対策事業。
- 北津軽郡金木町（現・五所川原市） - フィリピン等海外交流事業、金木町運動公園整備事業、公園整備事業、スキー場整備事業、地吹雪体験ツアー等のイベント事業。
- 十和田市 - 御幸橋環境整備、南地区コミュニティ広場環境整備、中央公園環境整備、東小稲公園環境整備、十和田市みどり基金、第2運動公園調査設計。
- 上北郡十和田湖町（現・十和田市） - 育英基金の設置、二人乗りリフト建設事業。
- 三沢市 - ミス・ビードル号の同型機の購入、資料の収集等を行う。国際交流基金の設置。
- むつ市 - 町内出身の彫刻家である古藤正雄作品展の開催、姉妹都市合同物産展の開催、むつ市あゆみの写真展の開催、地場産業祭の開催、田名部駅前買い物広場整備事業、斗南藩史整備、案内板設置、むつ・下北海の祭典の開催、下北観光写真コンテスト。
- 下北郡大畑町（現・むつ市） - 旅館業者の接客マナー向上のための講習会の実施、渓流展望階段整備事業、野営場整備事業、奥薬研整備、公衆便所整備事業、観光振興計画策定、郷土料理講習会の実施、観光ポスター作成。
- 下北郡脇野沢村（現・むつ市） - 高速遊覧船「夢の平成号」を建造、野猿公苑整備事業、マリントピア基本計画策定、青年海外研修事業、100周年記念事業、「GO!わきのさわ」の開催、街路灯整備事業。
- 下北郡川内町（現・むつ市） - 民俗資料調査収集費、せせらぎの森公園建設事業。
- 西津軽郡木造町（現・つがる市） - 木造駅に巨大土偶を設置。列車の到着と同時に目が光る。
- 西津軽郡森田村（現・つがる市） - キャンプ場「ホーハイもりた地球村」の建設、村誌作成などの人材育成、白老町交流事業、地場産業育成事業、つがる縄文村温泉施設ボーリング、観光開発、老人生きがいセンター用用地取得造成、健康福祉、イベント事業、部落活性化研究、広告費。
- 西津軽郡柏村（現・つがる市） - 交流事業に伴うバス購入、一戸町との交流事業、農産物加工技術開発センター増設、加工用機械購入、ふるさと創生物産広場建設および用地取得造成、イベント助成。
- 南津軽郡尾上町（現・平川市） - 国内外との交流事業、観光シンボルタワーの建設、総合運動公園の整備、金屋山の整備。
- 南津軽郡平賀町（現・平川市） - あすの担い手育成事業、社会福祉活動事業の福祉基金への拠出、商工観光振興事業。
- 南津軽郡碇ヶ関村（現・平川市） - 温泉ボーリング、総合福祉センター等の建設用地取得。
- 東津軽郡平内町 - 温泉空中探査、温泉掘削。
- 東津軽郡今別町 - 農林漁業技術者養成のための派遣事業、議員職員先進地研修、郷土芸能保存伝承事業、「今別おけさ」保存事業、中学生交流事業、知内町との青函交流事業、工業用地先行取得、牛導入等産業振興事業、特産物展示即売所建設、温泉空中探査事業、観光施設整備事業、観光開発プランづくり事業、スキー場建設事業、津軽今別駅前整備事業、パソコン導入。
- 東津軽郡蓬田村 - 温泉空中探査、用地取得、温泉掘削。
- 東津軽郡蟹田町（現・外ヶ浜町） - 人材育成事業としてワゴン車を購入、姉妹町との物産展等の地域交流事業、企業誘致事業、温泉探査事業、蟹田川水質調査、特定作物補助、一本松樹勢回復事業、広域サイネジー整備事業、観光案内看板作成事業、マリンハウス整備事業、観光パンフレット作成、観光名刺作成、「蟹田無情」作成助成、東風太鼓創作事業、観光イベント支援、野球場照明整備事業、総合基本計画事業、「町のすがた」作成事業。
- 東津軽郡平舘村（現・外ヶ浜町） - 企業誘致推進事業、公園や老人ホームの用地購入、村政施行100周年記念事業、地域計画づくり事業。
- 東津軽郡三厩村（現・外ヶ浜町） - ヒラメ養殖試験施設事業、海藻団地活用事業、陸上無線放送施設の設置、青函トンネル記念館周辺整備事業、温泉空中探査事業、三厩観光音頭再生事業、あじさい植栽事業、村政施行100周年記念事業、義経まつり衣装購入、防犯灯設置。
- 西津軽郡岩崎村（現・深浦町） - 「日本サンタランドいわさき」の建設、フィンランドとの親善交流、関所跡の復元、温泉ボーリング、100周年記念事業。
- 中津軽郡西目屋村 - 中高生を対象にアメリカへのホームステイに補助金を交付、母親対象の農業研修会の実施、若い男性が研修を兼ねて東京で特産品を持参し西目屋村を宣伝するといった人材育成と、ジュース製造の研究、土づくり堆肥盤の設置、タイヤショベルの購入といった産業振興、また観光振興として暗門川の中州に湧水利用の暗門キラキラ噴水を設置した。
- 南津軽郡藤崎町 - 奨学基金の設置、消防団活性化対策事業、農業振興事業、宣伝塔などの町のイメージアップ事業、郷土史編纂。
- 南津軽郡常盤村（現・藤崎町） - 農産物加工開発センター建設、商店街への街灯整備、バス「ふれあい号」の購入、ときわいきいきまつりの開催。
- 南津軽郡大鰐町 - ふるさと農業活性化助成、花畑造成、観光案内板設置、街灯や高欄灯の設置、ふるさと実践活動助成、ふるさと大使による町のPR。
- 南津軽郡田舎館村 - 設置した人材育成基金の運用益での国内外派遣、農産物加工施設を建設、垂柳遺跡観光公園化の基礎調査。
- 北津軽郡板柳町 - ふるさとセンターに工芸館、りんごもぎとり園などを建設。
- 北津軽郡鶴田町 - 奨学金の設置、国際交流会館建設、インターナショナルゾーン（広島）。
- 北津軽郡小泊村（現・中泊町） - 小泊村日本海漁火センター活性化事業、「津軽」の像建立、コンサート等の100周年記念事業。
- 上北郡天間林村（現・七戸町） - 奨学資金貸付、農産品開発事業、みちのく交流の森整備事業、森林公園祭の開催。
- 上北郡六戸町 - 育英基金の設置、いこいの広場設置事業、啓発用チラシの作成。
- 上北郡横浜町 - 温泉空中探査。
- 上北郡上北町（現・東北町） - 奨学資金貸付基金の設置、コンピューター導入事業、国際交流事業、堆肥盤建設、土壌消毒器導入、繁殖牛導入、水稲育苗機械導入、葉たばこ乾燥施設等整備、産業振興負担金、観光施設等整備。
- 上北郡六ヶ所村 - 教員海外派遣補助金、奨学資金貸付、広報バス「納税号」購入、ゲートボール場整備、たのしむべフェスティバル広告・委託。
- 上北郡百石町（現・おいらせ町） - 緯度がニューヨークと一緒という理由に因み、日本一の自由の女神像を製作。育英基金の設置、町民交流バス購入、60周年記念事業、全国将棋まつりなどの活性化基金。
- 上北郡下田町（現・おいらせ町） - 伝承館の建設、下田公園の環境保全、まちづくりに取り組んでいる各種団体・個人の活動の支援、下田公園景観保全用地取得事業、財団法人下田まちづくりセンター設立。
- 下北郡大間町 - 奨学金貸与事業、中学生親善使節団訪台事業。
- 下北郡東通村 - ふるさと広場整備事業、100周年記念事業、交流センターの建設、広報縮刷板印刷、中心地パンフレット印刷、百年の歩み印刷、村勢要覧印刷。
- 三戸郡三戸町 - 国際交流事業助成、ふるさと公園整備、「さくら姫・イン・サンノヘ」の開催、ビデオ写真集発行。
- 三戸郡五戸町 - 教育・人材育成、国際交流活性化、農林業活性化対策、農林業活性化事業として各種機器を購入、商工観光活性化対策事業、歴史の道「奥州街道」整備、車両の購入や3世代ふれあい広場設置、ディスコ衣装新案化などの福祉増進活性化事業、商工観光活性化。
- 三戸郡倉石村（現・五戸町） - 温泉建設事業。
- 三戸郡南部町 - ふるさと交流事業、陸奥湾一周駅伝大会南部町実行委員会助成事業、ふるさとの森公園等整備、遊具設置事業、観光標識案内板等設置事業、社会福祉協議会助成、南部まつりビデオ製作助成、ふるさと基金事業。
- 三戸郡福地村（現・南部町） - なまずの里づくり事業、温泉空中探査、温泉掘削、ニンニク球の製造販売、イメージソングの製作。
- 三戸郡名川町（現・南部町） - 海外研修事業、育英基金の設置、企業誘致事業、地域食品特産品開発事業、名久井岳山麓レジャーセンター建設、さくらんぼまつりの開催、さくらんぼの里全国キャンペーン。
- 三戸郡階上町 - 特産品加工施設整備事業、階上岳整備、多目的センター照明設置、いちご煮祭の開催、総合振興計画策定。
- 三戸郡新郷村 - パソコン導入事業、農林業経営安定基金設立、野沢温泉新築事業、社会福祉活性化事業、観光総合開発調査および計画策定。

岩手県
- 盛岡市 - 国際交流基金事業。
- 花巻市 - 宮沢賢治学会イーハトーブセンターを創設。
- 気仙郡住田町 - 天体観察・音楽イベント「すたーうぉっちんぐ種山ヶ原」の運営団体、「無限会社天地人」を設立。2005年解散。岩手県立住田高等学校の振興事業などにも使用された。
- 上閉伊郡大槌町 - 防災無線を兼ねた街灯の設置、運動公園の公衆トイレの整備、東日本大震災の復興費用など。
- 上閉伊郡宮守村（現・遠野市） - ハイテクランド創生事業。
- 北上市 - クレージー・アカデミー事業。
- 和賀郡江釣子村（現・北上市） - 野外ステージ「カムイ・ヘチリコホ（アイヌ語で神々の遊び場）」を建設。
- 和賀郡和賀町（現・北上市） - 鬼と平和の里づくり事業。
- 和賀郡東和町（現・花巻市） - シンクタンク創設事業。
- 和賀郡湯田町（現・西和賀町） - 悠々館の建設。
- 二戸郡一戸町 - 21世紀夢ファンド事業として基金の設置。
- 下閉伊郡普代村 - ラブ地球村グローアップ基金事業として基金の設置。
- 下閉伊郡岩泉町 - まつたけ研究所の設置、シンポジウムの開催や人材育成に使用。
- 気仙郡三陸町（現・大船渡市） - 1億円にさらに上積みして基金を設置。
- 胆沢郡前沢町（現・奥州市） - 前沢牛銘柄確立推進事業。

宮城県
- 黒川郡富谷町（現・富谷市) - シンフォニータワー建設。
- 栗原郡志波姫町（現・栗原市） - 水車の建設。
- 栗原郡鶯沢町（現・栗原市） - 鶯沢町鉱山資料館を建設。
- 角田市 - 人材育成基金、まち推進協議会の設置などの人材育成に3000万、H-Ⅱロケット実物大模型と展望塔などの建設費の一部に7000万を使用した。
- 牡鹿郡牡鹿町（現・石巻市） - オシカホエールランドの建設。
- 刈田郡七ヶ宿町 - 町営スキー場関連施設整備事業。
- 多賀城市 - 多賀城政庁南門の復元整備事業。
- 白石市 - 古典芸能伝承の館、日本式庭園の建設、白石城茶室を復元。
- 加美郡色麻町 - 河童のまちづくり事業としてマスコットキャラクター「活平くん」や愛唱歌「カッパブギ色麻」の製作や河童ブロンズ像の設置、河童で町おこしをする自治体の首長で組織する「全国河童ドン会議」を結成した他、愛宕山農業公園の整備、第三セクターによる公営ステーキハウスであるステーキ＆コーヒーふるさとのオープン、農業振興に使用。
- 登米郡登米町（現・登米市） - 明治時代の建物の保存、整備し、「みやぎの明治村」を目指す。
- 登米郡迫町（現・登米市） - オランダ風車の設置などフートピア公園の整備。
- 登米郡東和町（現・登米市） - ウエディングベルの聞こえるまちづくり事業。
- 登米郡中田町（現・登米市） - 町内で生産されるササニシキ消費販売の拡大を図るための直売ルートの開拓や広報の強化。
- 本吉郡津山町（現・登米市） - 津山歯科診療所の設置。
- 遠田郡小牛田町（現・美里町） - 文化会館の自主事業、近代文学館の図書購入、台東区との交流事業、農村後継者育成のための海外派遣事業、「広島に学ぶ」平和記念式典の開催。
- 名取市 - 学校間のパソコンネットワーク等情報化を推進。
- 伊具郡丸森町 - 丸森ルネサンス計画の策定、国民宿舎あぶくま荘のリニューアル、PRビデオの製作、イベントの実施。
- 柴田郡川崎町 - みちのく杜の湖畔公園周辺環境整備事業。

秋田県
- 秋田市 - 秋田蘭画を購入。
- 仙北郡仙南村（現・美郷町） - かねてより若者の定着率を課題としていた同村では、農家の嫁不足を解消すべく1988年に「お嫁の来るまちフォーラムin仙南'88」を開催するなど対策を講じていた。このフォーラムでの反省として、村には喫茶店などの若者が集える場所がなく、時間を気にせず語り合いってその中から新しい村づくりの発想が生まれるような若者のたまり場としての施設が必要ではないかとの考えから、「酒を酌みかわし村づくり」のキャッチフレーズのもと、村営酒場「フォーラムハウス」の建設が行われた。また、同施設内にはトレーニングルームも併設していた。マスコミの取材も相次ぎ、村営キャバレーを題に様々な取材内容であった。経営難から2003年に閉鎖。娯楽施設をつくることで若者の村離れを食い止める目的があった。
- 大曲市（現・大仙市） - ふるさと大曲創生基金の設置。
- 仙北郡協和町（現・大仙市） - まほろば唐松公園の整備。
- 仙北郡南外村（現・大仙市） - ふれあいパークの整備。
- 仙北郡田沢湖町（現・仙北市） - 町民研修用バスの購入。
- 横手市 - 「かまくら」を世界に紹介するために在日外国大使館の子息を招待し、地域の子供との交流を通じて地域の国際化を図った、雪国くらしとすまいの研究所創設。
- 平鹿郡十文字町（現・横手市） - 皆瀬川下りイカダレースの開催。
- 平鹿郡大森町（現・横手市） - 大相撲大森場所を開催。
- 平鹿郡平鹿町（現・横手市） - 若者定住事業や農業振興に使用。
- 北秋田郡阿仁町（現・北秋田市） - 温泉探査
- 北秋田郡合川村（現・北秋田市） - 基金に3億円を積み立て、運用益で子供の生活文化、学術芸術文化などの向上に関係する事業に助成。
- 北秋田郡鷹巣町（現・北秋田市） - ギネスに世界一と認定された大太鼓を中心としたイベント等を開催。
- 北秋田郡上小阿仁村 - 7500万円を使用し温泉開発を行う。
- 南秋田郡大潟村 - 大潟村スポーツトレーニングコース整備事業、温泉保養センターなどの建設。
- 南秋田郡八郎潟町 - 「八郎潟オリンピック記念会館」の建設。
- 南秋田郡飯田川町（現・潟上市） - ふれあいスポーツ会館の建設。
- 南秋田郡昭和町（現・潟上市） - 親と子のふれあい交流事業。
- 由利郡由利町（現・由利本荘市） - 日本一のゆりの里づくり事業としてゆりの植栽などを行った。
- 由利郡岩城町（現・由利本荘市） - 「21世紀へTake・off岩城クリエーション・エンタープライズ」の創設。施設園芸や新たな農産物加工品の開発、養殖研究所の建設、観光施設の「天鷺村」に遊園施設や軽食ハウスを建設、人材育成、医療サービスの新会社を民間と共同出資するなどに使用した。
- 由利郡金浦町（現・にかほ市） - 白瀬南極探検隊記念館に隣接する南極広場を整備。
- 雄勝郡皆瀬村（現・湯沢市） - ふるさと景観づくりや集落利用施設などを実施する場合1集落当たり700万円を上限に交付。
- 鹿角市 - カルチャーオアシス創造事業計画を策定、鹿角文化と産業おこしプロジェクト事業。
- 山本郡峰浜村（現・八峰町） - 7割をポンポコ山公園の整備に使用した他、農業振興や人材育成に使用。
- 大館市 - 温水プールやスポーツ施設を併設した温泉施設「湯夢湯夢（トムトム）の里」の建設。

山形県
- 山形市 - 日本一の芋煮会フェスティバルで使われた大鍋「鍋太郎」を製作。スポーツ振興財団法人の設立。
- 上山市 - 高さ28メートルの世界一の案山子。
- 東田川郡立川町（現・庄内町） - 自治体としては日本初となる風力発電施設を設置。後に設置までの経緯がテレビ番組『プロジェクトX〜挑戦者たち〜』で紹介された。詳細は立川町の風力発電を参照。
- 東田川郡余目町（現・庄内町） - あまるめの名松100選を選定。
- 東田川郡三川町 - 太鼓・法被などの購入、町内会沿革史の編纂、町内会旗の新調、史跡碑の建設などの地域づくり事業や国際交流事業のほか、方言の里推進事業として全国方言大会などを開催した。
- 東田川郡藤島町（現・鶴岡市） - 藤島川全国綱渡り大会の開催。
- 西村山郡朝日町 - ふれあいの里づくり推進事業として、総合福祉対策の調査研究、ふれあいの里づくり推進会議の設置
- 西村山郡河北町 - 紅と藍の交流事業。
- 寒河江市 - フラワーロードと称して国道沿いの7kmに市民参加で花を植えたほか、さくらんぼの日を制定。
- 天童市 - 将棋のふるさと整備事業。
- 南陽市 - 「全国りんごサミット」「全国いで湯サミット」の開催。
- 長井市 - 緑のシンボル事業。
- 西置賜郡白鷹町 - アジア国際音楽祭を開催。
- 西置賜郡小国町 - 人材育成事業に使用。
- 東置賜郡高畠町 - 地元陶土を利用した「まほろば焼き」の研究活動に助成。
- 東置賜郡川西町 - カリフォルニア州モンタレーの高校生ジャズマン48人を町に招き民泊させ、コンサート「モンタレー・ジャズ・フェスティバル」を開催したほか、町民大学の開催、「暮らしのガイド・かわにし365日」の全戸配布、町勢要覧、町勢ビデオの製作、古墳シンポジウムの開催など。
- 酒田市 - 酒田市山口植物育種センターの設置。
- 飽海郡平田町（現・酒田市） - 「町おこし大学平田塾」の設置、農業後継者育成事業。
- 最上郡舟形町 - スポーツ振興基金の設置、舟形総合利雪方式実験事業。
- 新庄市、最上郡金山町、最上町、舟形町、真室川町、大蔵村、鮭川村、戸沢村 - 各自治体が1000万円ずつを出し合い最上広域市町村圏事務組合地域振興基金を設置し、利雪克雪振興事業や友好都市との交流事業、人材育成事業を行った。

福島県

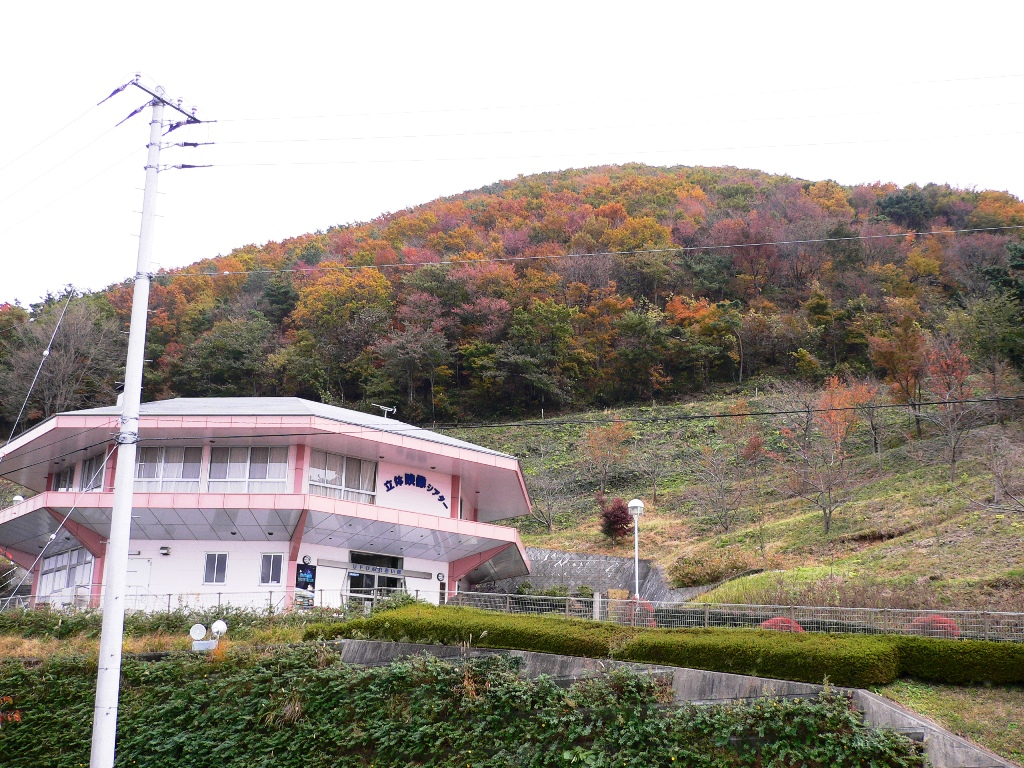
UFOの里・福島市飯野UFOふれあい館（旧・飯野町、現・福島市）

- 福島市 - 福島市古関裕而音楽賞および古関裕而記念音楽祭の実施。
- 伊達郡飯野町（現・福島市） - UFO展示＋入浴施設を備えた公共施設『UFOの里』の建設費に充当。
- 郡山市 - 安積開拓をたたえるモニュメント「開拓者の群像」を開成山公園内に設置。
- いわき市 - いわき市海竜の里センターを建設。
- 双葉郡葛尾村 - 資金の一部で中学校にパソコンを導入。
- 双葉郡大熊町 - 国際化と人材育成を目的とした海外派遣事業「大熊町 21 世紀の翼」で町民250 名をバサースト市へ派遣し、ホームステイや文化交流を実施
- 相馬郡飯舘村 - 「若妻の翼」事業への活用。ヨーロッパに村の若い女性を派遣する研修事業。村内20の各行政区に温泉旅行と酒飲み以外には何にでも使っていいとして一律100万円を交付、環境保全に取り組んだ地区や伝統芸能を復活させた地区などが存在した。
- 相馬郡小高町（現・南相馬市） - ギネス祭り「ギネスに挑戦」として町民で毎年ギネスに挑戦。
- 西白河郡西郷村 - 事業用コンピュータ導入事業、人材育成基金の設置事業。
- 西白河郡泉崎村 - バイオパークの建設、国際交流推進事業、史跡等の整備。
- 須賀川市 - 松明太鼓の創作、花とみどりの街にイメージアップ、記念植樹。
- 田村郡三春町 - 三春ダム湖周辺に桜を植樹、みちのく人形館（現・三春郷土人形館）の建設。
- 田村郡常葉町（現・田村市） - ムシムシランドの建設。
- 会津若松市 - ゴミから有機質肥料を製造する設備やゴミ焼却場余熱の活用施設の建設。
- 北会津郡北会津村（現・会津若松市） - ゲンジボタルの保護条例制定、「ピカリン」の愛称のキャラクターやグッズを製作しPR。
- 南会津郡舘岩村（現・南会津町） - 花嫁対策事業。
- 岩瀬郡鏡石町 - 「牧場の朝」発祥の地として牧場の朝電話オルゴールの全戸配布、コミュニティセンター壁画製作、ふるさと合唱祭の開催。
- 耶麻郡山都町（現・喜多方市） - 飯豊と蕎麦にこだわったミニテーマパークの建設。
- 耶麻郡西会津町 - さゆり公園周辺の温泉開発および整備、ふるさと振興基金の設置、民俗資料館の設置。
- 大沼郡三島町 - 新規採用した農協職員に加工食品技術を習得させるための研修を行う。
- 大沼郡会津高田町（現・会津美里町） - 米百俵基金の設置。
- 二本松市 - 二本松藩戒石銘碑刻銘240年顕彰事業として祈念式典や周辺整備を行ったほか、中国湖北省京山県との国際交流事業。
- 安達郡安達町（現・二本松市） - 長沼家とは無関係の民間人の手に渡っていた高村智恵子の生家である旧長沼家を町で買い取った。
- 石川郡石川町 - 石（鉱物）を活かした町づくり。

### 関東地方
茨城県

- 日立市 - 日立市文化振興基金の設置。

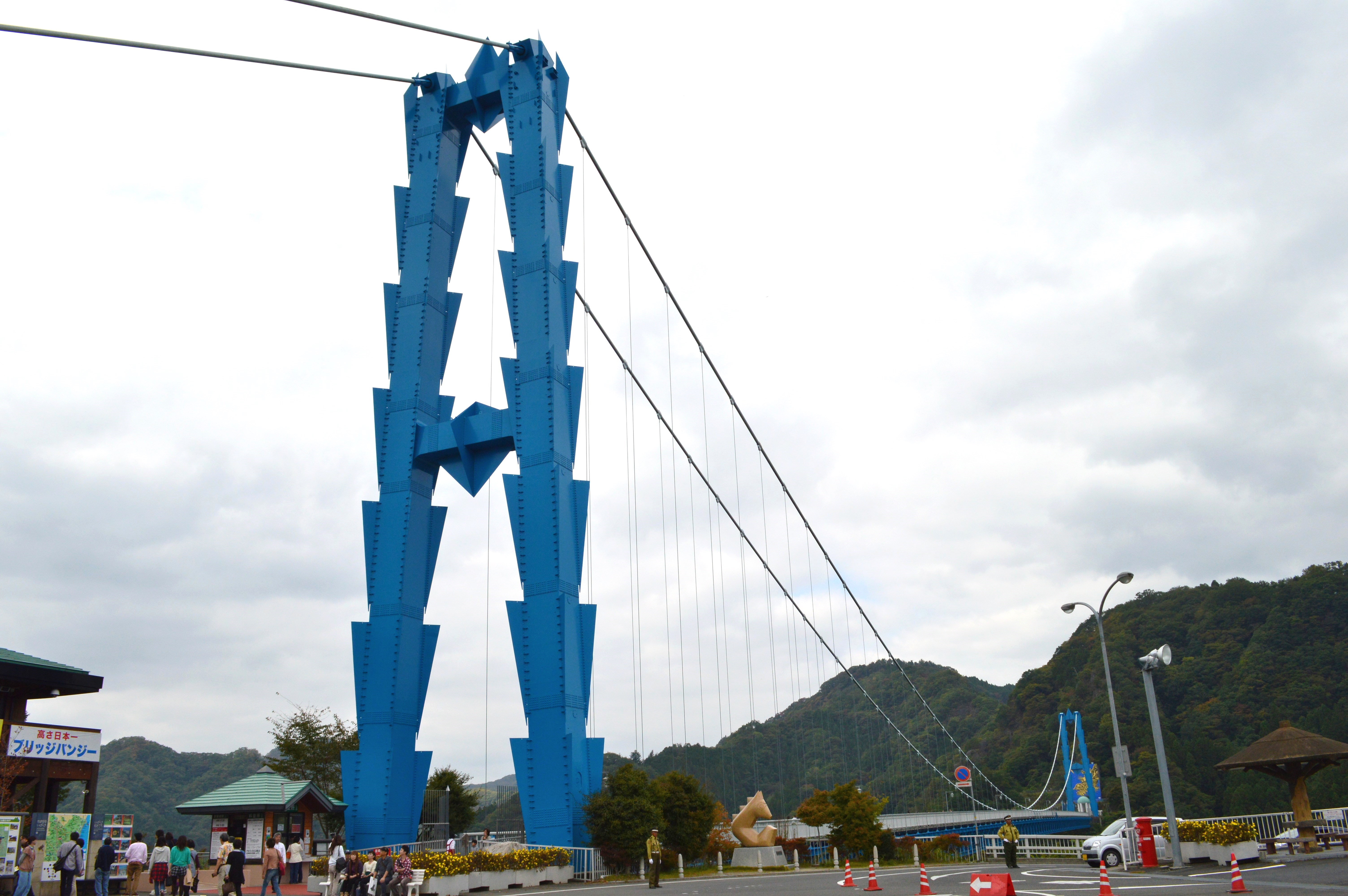
竜神大吊橋（旧・水府村、現・常陸太田市）

- 久慈郡水府村（現・常陸太田市） - 竜神大吊橋の建設費の一部に充当。
- 西茨城郡七会村（現・城里町） - 人材育成基金の設置。
- 勝田市（現・ひたちなか市） - 甲斐武田氏発祥の地として武田氏館の整備。
- 東茨城郡常澄村（現・水戸市） - ヘリコプターをチャーターし、村民に空からふるさとを見てもらう「飛んで見るふるさと再発見事業」の実施。
- 石岡市 - 展望台として、高さ14メートルの日本一大きな獅子頭を製作、21世紀市民文化事業団の設立。
- 結城市 - 結城駅南口自由通路「友愛メルヘン橋」を建設。
- つくば市 - 市歌（『ふるさとTSUKUBA』、『つくば音頭』）を制作。
- 結城郡石下町（現・常総市） - 関東鉄道常総線石下駅舎を改築、跨線橋を設置。
- 筑波郡伊奈町（現・つくばみらい市） - ワープステーション江戸を建設費の一部に充当。
- 下館市（現・筑西市） - クリーン下館づくり。
- 岩井市（現・坂東市） - 将門の里ふるさと歴史公園建設。
- 取手市 - 高井城址公園整備事業。
- 牛久市 - 自転車の通行が可能な歩道橋（牛久の歩道橋）を設置、親水公園の整備。
- 龍ケ崎市 - 全国の「龍」「竜」のつく市町村を集めたドラゴンサミットの開催。
- 稲敷郡東村（現・稲敷市） - 東村立図書館（現稲敷市立図書館）を建設。
- 稲敷郡江戸崎町（現・稲敷市） - 町の歴史を漫画化。
- 稲敷郡新利根村（現・稲敷市） - 愛宕山周辺の整備。
- 稲敷郡桜川村（現・稲敷市） - 小中学生全員による霞ヶ浦湖上観察事業。
- 新治郡霞ヶ浦町（現・かすみがうら市） - 城郭風の外見をもつ霞ヶ浦町郷土資料館（現かすみがうら市郷土資料館）を建設。
- 行方郡玉造町（現・行方市） - 観光パンフレットの作成、鯉こく缶詰の開発販売を実施する商工会への助成。
- 鹿島郡波崎町（現・神栖市） - 全日本トライアスロン大会、国際女子はさき黒潮オープンテニス大会などスポーツ交流事業。
- 鹿島郡大野村（現・鹿嶋市） - ゆずの里づくり事業として村内の希望者約1000人に対しゆずの苗木を配布。

栃木県
- 宇都宮市 - 農村公園建設、北部丘陵地域開発、博物館群構想推進、御本丸公園整備、八幡山公園整備、長岡公園整備、鬼怒川河川敷整備。
- 足利市 - 足利尊氏、孔子像の設置。
- 栃木市 - 栃木市ふるさと文化振興基金として5000万円を積み立て、地域文化遺産保護事業として1900万円を充て市指定文化財である人形山車を修復、大通周辺の景観づくり、とちぎ蔵の町音楽祭の開催、巴波川支流の清水川に浄化設備を設置、陸上競技場竣工記念市民健康・体力フェスティバルの開催。
- 佐野市 - 市民憲章事業、市出身芸術家によるモニュメント設置、駅前広場などの整備、城山公園に万葉記念館を建設、梅の木の植樹など。
- 鹿沼市 - 都市交流事業、彫刻屋台展示収蔵施設などの建設、健康まつりの実施、いちご夜冷育苗施設補助事業など。
- 日光市 - 彫刻の森の整備、小倉山森林公園内に林間スポーツの森を建設。
- 今市市（現・日光市） - 温泉開発事業、杉並木保護、国際交流基金の設置、豊岡公園の整備。
- 小山市 - 小山市ふるさと創生基金の創設。
- 真岡市 - 真岡市お祭り基金の設置。
- 大田原市 - 児童生徒表彰事業や青少年交流事業に充てる「あすなろ基金」と福原地内に建設するふれあいの丘整備資金に充てる「ふれあいの丘整備基金」にそれぞれ5000万円ずつ積み立て。
- 矢板市 - 川崎城跡公園整備など。
- 黒磯市（現・那須塩原市） - 黒磯公園と那珂川河畔公園の間に架け橋の建設、巻狩太鼓演奏のためのステージ整備、市の花であるあじさいや桜等の植栽、黒磯ふるさとまつりの実施。
- 河内郡上三川町 - 磯川緑地公園整備、宿泊キャンプ施設の建設、環境美化推進事業、特産品販売施設の建設や特産品開発、祭りやイベントのための広場の整備、人材育成基金。
- 河内郡南河内町（現・下野市） - プールを中心とした施設「ふれあい館」を建設。
- 河内郡上河内町（現・宇都宮市） - 町営ゆず園を開園、テレビやカラオケセットなどを装備した福祉バス「ひばり」を購入、各小学校にふるさと創生記念文庫を設置、河川緑地公園の設置。
- 河内郡河内町（現・宇都宮市） - 全天候型テニスコート整備、ふるさとまちづくり基金の設置。
- 上都賀郡西方村（現・栃木市） - 河川公園整備、西方ふれあいまつりの開催、村内文化財巡回コース整備。
- 上都賀郡粟野町（現・鹿沼市） - 基金積み立てしたうえで後継者育成対策事業、自然環境整備事業に活用。
- 上都賀郡足尾町（現・日光市） - 渡良瀬リバーフロント作戦としてカモシカのPRと保護や渡良瀬川周辺整備、山村活性化センターの建設を行ったほか、第三セクターの観光会社であるボナンザ総合開発への出資を行った。ボナンザ総合開発は足尾銅山跡地を活用した巨大テーマパークの建設を進めていたが、バブル崩壊によって計画は凍結となった。
- 芳賀郡二宮町（現・真岡市） - さくら百万本のまちづくり事業。
- 芳賀郡益子町 - 益子陶芸美術館の展示品の購入。
- 芳賀郡茂木町 - 元気アップ茂木創生事業。
- 芳賀郡市貝町 - 温泉掘削、ウメの里づくり、公園整備。
- 芳賀郡芳賀町 - 人づくり対策、自然環境整備、健康と福祉づくり、文化財の保護と育成、産業の振興、町民会館の整備。
- 下都賀郡壬生町 - 壬生町おもちゃ博物館の建設、国際交流の推進、黒川周辺や天神沼周辺の公園化、運動公園整備。
- 下都賀郡石橋町（現・下野市） - グリムの森の建設などグリムの里づくり事業。
- 下都賀郡国分寺町（現・下野市） - 「天平の丘」整備、イベント開催時に走らせるミニSLと新幹線の購入、運動公園の整備、植栽事業、史跡の案内板の整備、ゴミ減量作戦などのクリーン事業。
- 下都賀郡野木町 - 公園の整備や町内の緑化事業。
- 下都賀郡大平町（現・栃木市） - ふるさとふれあい館の建設。
- 下都賀郡藤岡町（現・栃木市） - ふるさと創生記念公園の整備。
- 下都賀郡岩舟町（現・栃木市） - コスモスホール建設事業、文化関連事業、国際交流事業。
- 下都賀郡都賀町（現・栃木市） - ふるさとセンターの建設、勝道上人の顕彰の碑建立、イベント広場の整備、海外派遣事業、フラワーロード整備事業、カタクリの里づくり事業、ふれあいロード整備事業。
- 塩谷郡栗山村（現・日光市） - 村のシンボルマークや村民の歌の制定、村役場の発祥の地にふれあい記念公園の整備、伝統文化の保存継承のための補助制度の新設、日本秘境サミットの開催。
- 塩谷郡藤原町（現・日光市） - 鬼怒川公園の整備、健康文化センターの建設。なお、この際整備された鬼怒川公園岩風呂は施設の老朽化により2024年3月31日をもって閉鎖された。
- 塩谷郡塩谷町 - 人材育成事業、憩いの広場整備事業。
- 塩谷郡氏家町（現・さくら市） - 郷土博物館施設整備、彫刻屋台の保存展示を目的とした屋台会館の建設、勝山公園および鬼怒川公園周辺整備、文化財修復およびその周辺環境整備、ふるさとの散歩道整備、特産品の開発及びふるさと物産直売所建設。
- 塩谷郡高根沢町 - ふるさと歴史・風物保存整備事業、ふるさと活性化事業。
- 塩谷郡喜連川町（現・さくら市） - 水辺利用開発事業、国際交流事業、大倉ヶ崎橋記念碑の建立、特産品展示場整備、商店街街路灯120基設置、露天風呂周辺緑化、観光宣伝看板やパンフレット、ポスターの作成。
- 那須郡南那須町（現・那須烏山市） - いかんべ国立ヒューマンスクールの設立、いかんべ国営ビジターファームの整備、いかんべ記念館の整備など。
- 那須郡烏山町（現・那須烏山市） - 人づくり事業、創作太鼓の制作、烏山城跡周辺地域整備、清水川周辺地域環境整備。
- 那須郡馬頭町（現・那珂川町） - 町花町木等木版画制作、ごみステーション整備、野外ステージ建設、町人材育成基金、国際交流推進、馬頭ふるさと祭りの開催、コミュニティ広場夜間照明施設整備、結婚相談推進、エコーはがき作成、図書館充実。
- 那須郡小川町 - （現・那珂川町） - 町から1億円を加えふるさと創生基金を設置。
- 那須郡湯津上村（現・大田原市） - 天狗王国推進事業、人材育成事業、地域間交流事業、無形文化財伝承事業、湯けむりふれあいの丘整備事業、天狗王国シンボル施設整備事業、史跡環境整備事業など。
- 那須郡黒羽町（現・大田原市） - 芭蕉の館施設整備など芭蕉の里のまちづくり、地場産業育成事業、地域特産品開発事業、地域間交流事業、人づくり事業、芭蕉の里マラソン大会などの健康づくり事業。
- 那須郡那須町 - 人材育成事業、イベントの開催、那須高原の花街道整備事業、ふるさとの並木道整備事業。
- 那須郡西那須野町（現・那須塩原市） - 平成まちづくり基金事業。
- 那須郡塩原町（現・那須塩原市） - 塩原町ふるさと創生国内外研修事業。
- 安蘇郡田沼町（現・佐野市） - 根古屋森林公園や蓬山ログビレッジを核にした観光施設の整備、文化財の修復などの推進、人づくり事業、花と薬草の育成。
- 安蘇郡葛生町（現・佐野市） - 路上清掃車の購入、緑化事業、葛生原人関係整備事業、佐野源左衛門関係整備事業、育英資金の充実。

群馬県
- 前橋市 - 前橋文学館を建設。
- 北群馬郡榛東村 - そのまま預金。15年間で6,000万円の利子所得を得た。2000万円を使用してしんとうふるさと公園にミニSLを設置。
- 佐波郡赤堀町（現・伊勢崎市） - 各地区にお神輿、保管倉庫を設置。
- 佐波郡境町（現・伊勢崎市） - 境町人づくりまちづくり基金財団として、地域づくり団体や学生への支援を行う。
- 邑楽郡邑楽町 - 邑楽町シンボルタワー未来MiRAiを建設。
- 邑楽郡板倉町 - 小学生を対象に小型飛行機による体験飛行、中学生の海外派遣事業で青少年育成。
- 新田郡笠懸町（現・みどり市） - 旧石器時代の遺跡である岩宿遺跡に因み、岩宿文化賞を創設。合併でみどり市になった後も、2010年まで続いた。
- 利根郡白沢村（現・沼田市） - 村内で語り継がれてきた昔話を絵本に編集し発行。
- 利根郡水上町（現・みなかみ町） - 水上CI計画事業。
- 吾妻郡長野原町 - 浅間火山博物館の建設、防災行政無線の整備。
- 吾妻郡中之条町 - 桜の苗木を1000本植樹。
- 吾妻郡草津町 - プロジェクトＣ事業、雨上がりの里整備、歴史の散歩道整備、インターナショナルリゾート計画。
- 甘楽郡下仁田町 - すきやきフェスティバルの開催。
- 甘楽郡甘楽町 - 姉妹都市チェルタルド市より絵画を借り受けイタリア絵画展の開催。
- 多野郡中里村（現・神流町） - 中里村恐竜センターを建設。
- 多野郡上野村 - 「かじか」の里づくり事業として生活雑排水処理槽を設置する家庭に対して補助。
- 群馬郡箕郷町（現・高崎市） - 町の特産の梅と町のシンボルである箕輪城跡をデザインしたテレホンカードを作成。

埼玉県
- 大宮市（現・さいたま市） - 氷川地区に平成ひろばを整備。
- 行田市 - 古代蓮の里を整備。
- 日高市 - 高麗郡建郡1300年事業。
- 比企郡川島町 - 広く住民からアイデアを募集した結果、公共施設の集中しているコミュニティセンター周辺と一体化した公園「川島平成の森公園」を整備。
- 北本市 - さくらと歴史の郷づくり事業
- 北葛飾郡庄和町（現・春日部市） - 大凧郷土資料館を建設。
- 草加市 - 快適都市21の実現。奥の細道国際シンポジウムの開催や国際ハープ音楽祭の開催、草加文庫の刊行などに充てられた。
- 三郷市 - 常磐新線及び三郷谷口線沿道整備基本計画策定調査、武蔵野操車場及び周辺地域整備基本計画策定事業、都市計画道路網調査、三郷インターチェンジ周辺A地区環境影響評価調査。
- 入間郡名栗村（現・飯能市） - 名栗湖国際野外美術展の開催。
- 児玉郡児玉町（現・本庄市） - こだま郷土かるたの作成。
- 秩父市 - 秩父大使会議の開催。
- 所沢市 - 商店街活性化事業。
- 南埼玉郡菖蒲町（現・久喜市） - 郷土かるたの制作。
- 秩父郡小鹿野町 - 小鹿野鹿公園周辺整備事業。

千葉県
- 習志野市 - 新習志野駅南地区土地利用計画策定、JR津田沼駅周辺地区整備促進調査、秋津医療用土地利用基本計画策定。
- 八千代市 - 八千代こども国際平和文化基金の設置。
- 館山市 - 城山公園に日本庭園と茶室を建設。国際民族音楽フェスティバルの開催。
- 木更津市 - きみさらずタワーを建設。
- 夷隅郡御宿町 - 月の沙漠記念館建設費用の一部に充てる。
- 山武郡芝山町 - 千葉県道62号成田松尾線沿いに埴輪のオブジェを設置
- 香取郡栗源町（現・香取市） - モニュメント「集う」の設置。
- 香取郡小見川町（現・香取市） - 水に関する小見川賞の制定。
- 安房郡天津小湊町（現・鴨川市） - アメリカ、ソ連、ブルガリアの宇宙飛行経験者3名を招いてのイベントを開催。
- 安房郡三芳村（現・南房総市） - 味噌や缶詰、ジャムなどを製造する「かあさんの味工場」を建設。
- 安房郡丸山町（現・南房総市） - 風車とローズマリーの里づくり事業。

東京都
- 杉並区 - 知る区ロードを整備。
- 台東区 - 区立浅草観光センターにからくり時計を設置。
- 葛飾区 - おもしろテクノ博の開催。
- 武蔵村山市 - 野山北・六道山公園玄関口にて、かたくりの湯建設・採掘事業。
- 西多摩郡瑞穂町 - 瑞穂スカイホール・ビューパークの建設。
- 西多摩郡五日市町（現・あきる野市） - 心のふるさとづくりとして観光拠点の建設の一部に充てられた。
- 稲城市 - 和船の製作と製作過程のビデオの製作。
- 東京島嶼9町村 - 東京島しょ振興公社の設立。2011年（平成23年）に公益財団法人に移行。
- 三宅村 - 「野鳥」「植物」「火山」「海洋」ガイドブックを1000部作成。
- 小笠原村 - ホエールウォッチングを展開。小笠原全体のエコツーリズムを推進。

神奈川県
- 座間市 - 水を生かした触れ合いのあるまちづくりとして公園整備やふるさとのいずみ紹介ビデオの製作が行われた。
- 足柄上郡松田町 - 2000万円を使用して記念式典やタイムカプセルの埋没などを行い、8000万円は特産品開発や道路補修、案内板や街路灯の設置などに使用した。
- 足柄下郡真鶴町 - まちづくり発見団事業。

### 中部地方
新潟県
- 上越市 - 少年野球場の建設。
- 東頸城郡安塚町（現・上越市） - 温泉調査、町内に四季の花木を植栽、雪国文化村プロジェクト。
- 東頸城郡牧村（現・上越市） - 情報連絡施設整備事業、村営保養施設の整備。
- 中頸城郡板倉町（現・上越市） - ゑしんの里づくり整備事業。
- 中頸城郡吉川町（現・上越市） - 人材育成事業、消雪パイプ水源調査の助成など農業振興、観光開発、中国・フィリピンとの国際交流。
- 中頸城郡中郷村（現・上越市） - 広場の整備。
- 中頸城郡清里村（現・上越市） - 温泉の掘削、天体観測に適した条件調査。
- 西頸城郡名立町（現・上越市） - 温泉の掘削、「シーサイドパーク名立」整備事業。
- 糸魚川市 - 神話と越の国「奴奈川の郷」づくり事業、人材育成事業、地域活性化対策資金貸付事業、以上、3事業を実施。長者が原遺跡公園、フォッサマグナミュージアムの整備などを行った。
- 西頸城郡青海町（現・糸魚川市） - 福来口鍾乳洞調査開発事業、上路地域スキー場調査事業、青少年海外派遣事業、文化施設建設資金の積み立て。
- 西頸城郡能生町（現・糸魚川市） - ケーブルテレビによるテレビ難視聴地域の解消。
- 新井市（現・妙高市） - 人材育成基金の設立。
- 中頸城郡妙高高原町（現・妙高市） - 音楽ホール、公園、図書館などを併設した総合文化施設の建設。
- 長岡市 - 米百俵の群像を設置。千秋が原ふるさとの森整備事業。
- 三島郡和島村（現・長岡市） - 良寛の里づくりとして良寛美術館の建設に使用。
- 三島郡寺泊町（現・長岡市） - 人材育成事業。
- 南蒲原郡中之島町（現・長岡市） - 世界一のジャンボおにぎりでコシヒカリをPR。
- 三条市 - スポーツ文化振興基金の設立。
- 南蒲原郡下田村（現・三条市） - 漢学の里づくりとして諸橋轍次の生家の復元や諸橋轍次記念館の建設に使用。
- 刈羽郡高柳町（現・柏崎市） - 民有のブナ林購入のため、2千万円を基金に積み立て。失われつつあるブナ林を後世に伝えていくのが狙い。町民の海外研修経費の助成。温泉の掘削。
- 小千谷市 - 4千万円で温泉郷の整備とリゾート開発計画を作成。小千谷市津山での温泉掘削事業が開始され、1990年（平成2年）、湧出に成功 。錦鯉の里整備として錦鯉を購入。世界の麻展の開催。
- 加茂市 - 運用益を河川改修・緑化の推進などに用いる水と緑の環境づくり基金の設置、加茂山公園彫刻の森、世界の椿名花園の整備、産業センター建設事業。
- 十日町市 - 県外在住の市出身者や家族を含む8000人の会員名簿を作成し、年4回の会報発行やイベントなどを通じて会員と市民の情報交換や交流を図り、まちづくりに活かしていく「大好き十日町ネットワークシステム」。
- 中魚沼郡川西町（現・十日町市） - 10km並木ロード整備事業、町民2200人にヘリコプターで自分たちの住む町を視察してもらう「ふるさとを愛する夢フライト事業」の実施、人材育成基金設置、芝生広場の建設。
- 中魚沼郡中里村（現・十日町市） - 温泉掘削。エコーはがきを10万枚発行。ジョギングロード、シンボル塔、日本一長いすべり台、天体望遠鏡、メカハウス、ボビン迷路等の建設。グランドピアノの整備。娘さんがやってくる村づくり事業。
- 中魚沼郡中条村（現・十日町市） - 和牛振興事業。
- 東頸城郡松之山町（現・十日町市） - 人材確保対策として東京事務所を開設、特別養護老人ホーム用地取得のための基金積み立て、温泉の掘削。
- 東頸城郡松代町（現・十日町市） - 温泉の掘削。1990年時点では今後、企業団地の造成、北越北線松代駅（現・北越急行ほくほく線まつだい駅）の駅舎建設にも当てるとしている。
- 見附市 - 市立病院の建設、総合保険福祉等整備基金の設置。
- 北魚沼郡小出町（現・魚沼市） - 活力と潤いある町づくり事業「花と緑のプラン」として人材育成やCI推進事業。
- 北魚沼郡広神村（現・魚沼市） - NTTオフトーク通信による住民情報システム、地域振興基金、地域開発策定調査健康まつり、産業まつりなど各種イベントの開催、コミュニティセンター建設。
- 北魚沼郡湯之谷村（現・魚沼市） - 温泉の掘削、温泉センターの建設、只見湖への魚の放流、ふれあい夏の雪まつりの開催、都市と農村の交流事業、結婚相談員制度の設置。
- 北魚沼郡入広瀬村（現・魚沼市） - 温泉掘削、引湯施設建設、温泉開発計画、平成みどりの基金の設定による地域の緑化事業の推進。
- 南魚沼郡六日町（現・南魚沼市） - 八海山文化村の建設、ふるさと会館の設置。
- 南魚沼郡塩沢町（現・南魚沼市） - 複合体育館の建設。
- 三島郡出雲崎町 - 住宅用地を造成し、分譲収入を今後のふるさと創生事業に活用。
- 中魚沼郡津南町 - 特産品の開発と産業化、人材育成事業、交流体験館の建設。スキー王国復活事業。
- 新潟市 - 財団法人新潟市国際交流協会を設立。
- 豊栄市（現・新潟市） - 団体が行う緑化事業に対しての助成、短期研修派遣助成事業、スポーツ文化振興基金の設立。
- 白根市（現・新潟市） - 市制施行30周年記念事業。
- 新津市（現・新潟市） - ふれ愛ランド事業、いきいきプラン策定事業、MMC創イング事業。
- 西蒲原郡月潟村（現・新潟市） - 月潟たいこの購入、角兵衛獅子のふるさととしてVTRの製作、観光案内版の作成。
- 西蒲原郡味方村（現・新潟市） - 曽我・平沢記念館設立事業。
- 西蒲原郡潟東村（現・新潟市） - 歴史民族資料館の建設。
- 西蒲原郡岩室村（現・新潟市） - 公民館の学習機能を整備、学校教育施設の整備、和納小学校の改築。
- 西蒲原郡巻町（現・新潟市） - 温泉の掘削。
- 中蒲原郡横越村（現・新潟市） - 地域公民館の活動支援。
- 中蒲原郡小須戸町（現・新潟市） - 遊歩道の整備。
- 新発田市 - 旧赤谷線用地の有効活用と整備促進。
- 北蒲原郡豊浦町（現・新発田市） - 人材育成、派遣事業に使用、町営野球場の夜間照明設置。
- 村上市 - お城山とその周辺整備事業。
- 岩船郡朝日村（現・村上市） - グランドのナイター設備整備、人材育成事業、温泉調査。
- 岩船郡山北町（現・村上市） - 人材育成事業、物づくり奨励事業、老人福祉センター付帯環境整備、国有林・不在地主の土地等を町において取得・活用。
- 岩船郡神林村（現・村上市） - 総合運動公園（野球場・グラウンド・体育館・公園・駐車場）建設、集落コミュニティ育成のための基金。
- 岩船郡荒川町（現・村上市） - 総合運動公園（野球場・多目的グラウンド・テニスコート等）建設用地先行取得事業。
- 燕市 - 人材育成基金の設立。
- 西蒲原郡分水町（現・燕市） - 良寛の里づくり事業。
- 西蒲原郡吉田町（現・燕市） - 山の家建設事業、歴史民族資料館の建設。
- 五泉市 - 温泉を掘削。
- 北蒲原郡笹神村（現・阿賀野市） - 総事業費2億円で堆肥センター「笹神ゆうきセンター」を建設。有機肥料を確保し「有機の里づくり」を推進 。
- 北蒲原郡水原町（現・阿賀野市） - 瓢湖周辺整備事業。
- 北蒲原郡安田町（現・阿賀野市） - 人材育成事業。
- 北蒲原郡中条町（現・胎内市） - 南イリノイ大学新潟校の誘致成功を背景にした国際交流事業、イリノイ友好会館や公園の整備。「3万町民、国際化に挑戦」イベントの開催、アメリカカーボンデール市への町民ツアー助成。
- 北蒲原郡黒川村（現・胎内市） - 温泉の掘削、フラワーゾーン黒川村を印象づける標識の設置、花木の植栽。
- 西蒲原郡弥彦村 - 奨学金の創設、弥彦山太鼓保存、基金の運用益でジュニア大使派遣。
- 東蒲原郡津川町（現・阿賀町） - ふるさと開発公社の設立、名所案内板の設置、プロモーションビデオの作成、市町村制施行100周年記念事業、都市農村交流事業。きりん山周辺開発調査、遊歩道の整備。
- 東蒲原郡上川村（現・阿賀町） - シンボル塔の整備や人づくり推進事業、温泉等整備と特産品開発事業、生活排水路の整備。
- 東蒲原郡鹿瀬町（現・阿賀町） - 温泉資源調査。
- 東蒲原郡三川村（現・阿賀町） - 公園、温泉病院などを備えたニュータウンの造成。
- 岩船郡関川村 - シンボルマーク制作などのCI事業、人材育成事業、嫁婿対策事業。
- 岩船郡粟島浦村 - NTTオフトーク通信による地域情報網整備事業、後継者対策事業。
- 両津市（現・佐渡市） - 佐渡鬼太鼓像の建設、北一輝の展示コーナー設置、人材育成、日本100景「加茂湖遊歩」開発プラン調査事業、観光レクリエーション拠点施設等調査事業。「忘れられんちゃ両津」ふるさと交流事業。
- 佐渡郡真野町（現・佐渡市） - 文学散歩道の整備、ふるさと振興人づくり事業、温泉掘削、温泉保護施設の整備、廃校を活用したふるさと道場整備事業。
- 佐渡郡小木町（現・佐渡市） - 日本アマチュア秀作美術館の建設、宿根木民俗博物館の改装、人材育成基金設置事業、英語観光パンフレット、案内板の作成、温泉脈調査事業。
- 佐渡郡新穂村（現・佐渡市） - トキのブロンズ像を2体製作し、1体を上野動物園に寄贈、1体を役場前に設置したほか、村内にトキの巨大モニュメントを設置した。民俗資料館に展示品を購入、人材育成基金設置事業。温泉ハイテク調査事業、後継者定住ふれあいハウス建設事業。
- 佐渡郡相川町（現・佐渡市） - 天領のまちづくり事業、人材育成事業。
- 佐渡郡赤泊村（現・佐渡市） - 「のびゆくものの像」設置、地域住民の自主的な各種活動に対する助成、多目的集会施設の整備、健康器具の設置、ふるさと定住促進事業、ふるさと創生特別対策事業資金利子補給。
- 佐渡郡羽茂町（現・佐渡市） - マリンスポーツ振興事業としてジェットスキー・サーフボード格納施設などの整備、後継者対策事業、人材育成事業、越佐海峡横断ボードセイリング大会の開催。
- 佐渡郡畑野町（現・佐渡市） - ふるさとづくり基本計画策定事業、温泉脈探査事業。
- 佐渡郡佐和田町（現・佐渡市） - 文化センター用地の先行取得。
- 佐渡郡金井町（現・佐渡市） - 温泉源調査および掘削。

富山県

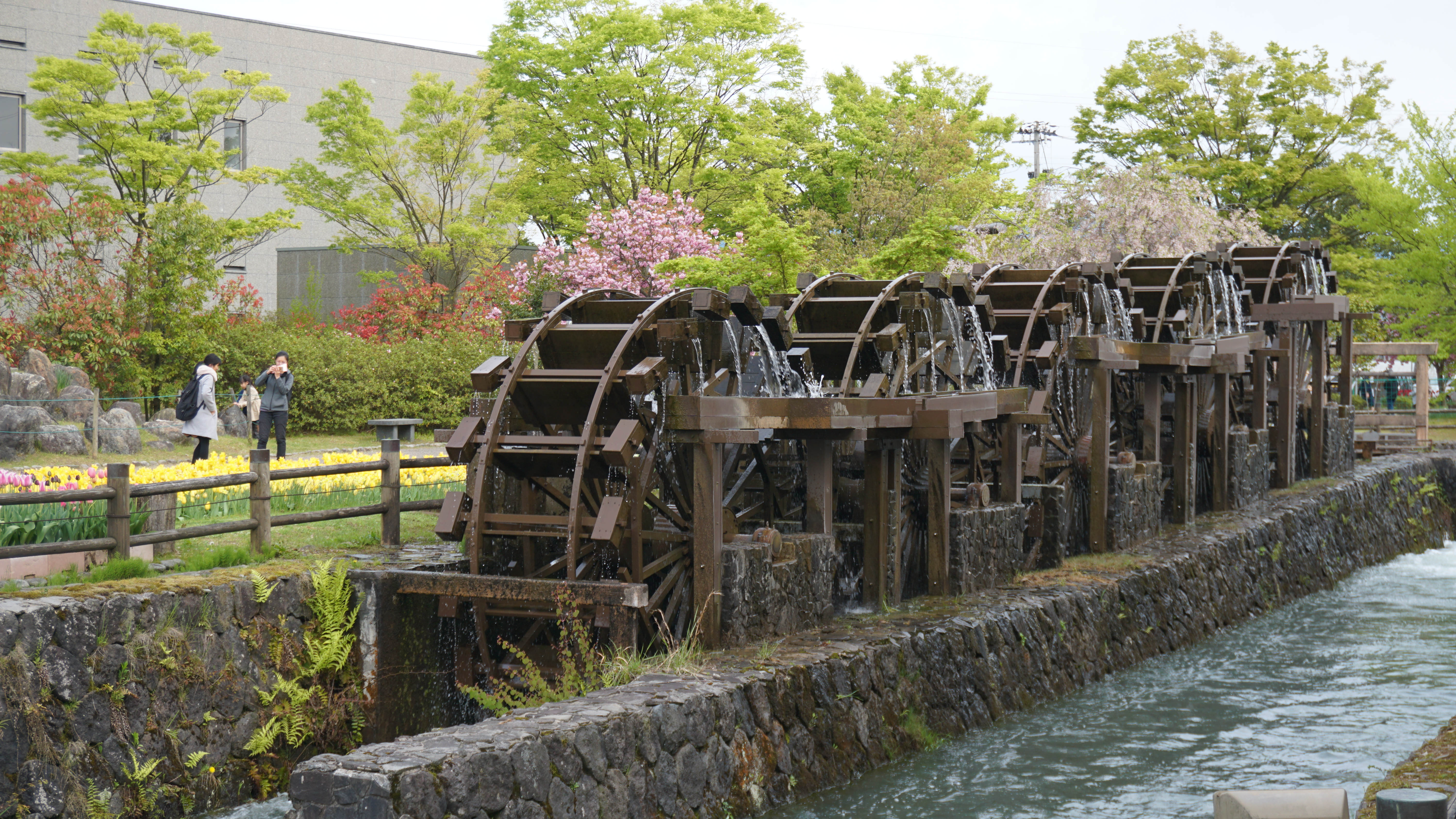
砺波チューリップ公園の五連揚水水車（砺波市）

- 富山市 - 創作劇「佐々成政」の上演、友好都市である中国秦皇島市や姉妹都市であるブラジルモジダスクルーゼス市との国際交流事業。
- 新湊市（現・射水市） - 美味しんぼ21世紀村構想。
- 高岡市 - 野外音楽劇「越中万葉夢幻譚」の上演。
- 砺波市 - 砺波チューリップ公園に五連揚水水車を設置。
- 氷見市 - 歴史や偉人を紹介するPRビデオの制作。
- 小矢部市 - クロスランドおやべの事業推進のための関連事業を実施。
- 東礪波郡上平村（現・南砺市） - 菅沼合掌造り集落と「五箇山合掌の里」をつなぐ歩行者用トンネルを整備。
- 東礪波郡福野町（現・南砺市） - 夜高あんどんシンボルタワーの建設、アメリカのコンピューター教育先進校へ調査団を派遣し姉妹校締結のための選定を行った。
- 東礪波郡井波町（現・南砺市） - 産業おこし事業。
- 東礪波郡庄川町（現・砺波市） - 台船4艘と遊覧船をセットにしたユニークな湖上遊覧船『あゆ丸号』（台船は『SHOW RIVER』）を就航。
- 魚津市 - 人工蜃気楼発生装置「しんきろう発生器」を開発（約8千万円）し、魚津埋没林博物館に設置。1997年（平成9年）、代替フロンを使うことや稼働コストが高いことから展示を取りやめ、すでに廃棄されている。
- 滑川市 - ホタルイカ観光施設の建設基金。
- 新湊市（現・射水市） - 歌謡曲『新湊慕情』のカラオケ映像やマスコット「カモンちゃん」の制作。
- 下新川郡入善町 - ベーゼンドルファー社製のピアノを購入し、入善町民会館（コスモホール）に導入、庁舎ロビーに端末機器を設置。
- 下新川郡朝日町 - 生涯学習館とふるさと美術館を建設。
- 中新川郡立山町 - 芦峅寺スキー場に無料休憩所、食堂、貸スキーを兼ねた『ふれあいセンターあしくら』を整備。また、日本の滝百選の選定を有識者に依頼。
- 中新川郡舟橋村 - 小中学校にパソコンを購入、およびオレンジロードにナトリウム灯を設置。
- 上新川郡大沢野町（現・富山市） - 猿倉山山頂に展望塔を兼ねた風車発電施設「風の城」を建設。
- 婦負郡婦中町（現・富山市） - 自然公園「花と歴史の丘」「花と緑の丘」を整備。
- 西礪波郡福岡町（現・高岡市） - つくりもん祭りのPR。
- 西礪波郡福光町（現・南砺市） - 医王山文化の調査、郷土古文書の調査、温泉源の探査および掘削、国際交流基金、中華人民共和国浙江省の紹興市との友好交流、新たな国際交流の展開、若者の定住促進対策、スポーツ振興基金、花園および薬草園の造成、薬草および町花の展示館、東洋ラン園の造成を実施。

石川県
- 羽咋市 - 宇宙とUFOの国際シンポジウムを開催。
- 河北郡津幡町 - 白鳥の描かれた方面及び方向の案内標識を設置。
- 河北郡内灘町 - 地下1,500メートルまで掘削し、泉温45.2度、毎分300リットルの湧出量を持つ温泉を掘り当てた
- 松任市（現・白山市） - ヘルスライフ松任の建設、ひとりぐらし老人等配食訪問事業。
- 石川郡鶴来町、河内村、吉野谷村、鳥越村、尾口村、白峰村 - 観光振興を目的とする連合体「白山連峰合衆国」を建国。毎年度各町村からの拠出金(各町村500万円)、県からの補助金500万円と一般からの寄付金で運営。2004年、白山市への合併に伴い解散した。
- 石川郡吉野谷村（現・白山市） - 以前商工会青年部が吉野谷村に対する気持ちや今後の展望について語り合ったものを小冊子に著した「吉野谷村純愛宣言」の続編として婦人編および少年少女辺を発行した。
- 石川郡美川町（現・白山市） - 水道高架タンクのお色直し、私設図書館であった呉竹文庫の再開など。
- 輪島市 - 漆芸術品の収集。のちに石川県輪島漆芸美術館に収蔵された。
- 鳳珠郡門前町（現・輪島市） - 日本海村サミットの開催、門前町商品研究所の建設。
- 鳳珠郡穴水町 - 星空のまち・穴水整備事業。
- 鹿島郡能登島町（現・七尾市） - 石川県能登島ガラス美術館の建設。
- 加賀市 - 市民が選ぶ「ふるさと百選」の選定。

福井県
- 福井市 - 彫刻のあるまちづくり。
- 足羽郡美山町（現・福井市） - 小宇坂山開発調査と総合運動公園整備
- 丹生郡越廼村（現・福井市） - 特産品開発、人材育成
- 丹生郡清水町（現・福井市） - 人材育成基金の設置とSSTランド整備事業
- 永平寺町 - まちぐるみ公園化事業
- 吉田郡松岡町（現・永平寺町） - ふるさとふれあい広場整備等
- 吉田郡上志比村（現・永平寺町） - 村制100周年記念事業と人材育成基金
- 坂井郡芦原町（現・あわら市） - 産業活性化基金と国際交流基金の設置、カヌー普及促進等
- 坂井郡金津町（現・あわら市） - 地域活性化マスタープラン策定等
- 坂井郡坂井町（現・坂井市） - 屋内体育施設 (屋根付きグランド) 整備
- 坂井郡三国町（現・坂井市） - 美しい道路と明るいふるさとライトアップ事業
- 坂井郡丸岡町（現・坂井市） - 丸岡城周辺ふれあい広場整備、 国際交流等
- 坂井郡春江町（現・坂井市） - 街灯施設整備
- 大野市 - 市街地歴史・文化散策ルートの整備等
- 大野郡和泉村（現・大野市） - シャンソンコンサート「私の村は水の底」を開催。費用の1200万円が費やされた。
- 勝山市 - 八千万円で基金を設置し、恐竜化石発掘現場を保護するため市有地にするとともに、化石を展示する博物館の設置構想を掲げ、二〇〇〇年七月に福井県立恐竜博物館が開館
- 鯖江市 - インテリジェントデザイン講座の開設等
- 武生市（現・越前市） - 菊トピア推進プロジェクト等
- 今立郡今立町（現・越前市） - 和紙の魅力を題材にしたイベント「むかしから、いまだて。これからだって…IMADATE展」と芸術館建設。
- 今立郡池田町 - 若者定住促進事業、 温泉探査等
- 南条郡南条町（現・南越前町） - 南条コミュニティパーク整備事業等
- 南条郡今庄町（現・南越前町） - 今庄シーサイトハイランド整備事業、 そば打ち体験学習や技術習得が可能な今庄そば道場の建設等
- 南条郡河野村（現・南越前町） - 北前船主家並公園整備等
- 丹生郡越前町 - 地場産業育成 人材育成等
- 丹生郡織田町（現・越前町） - 五尺の和太鼓「明神」を製作。
- 丹生郡朝日町（現・越前町） - 古墳公園整備と温泉探査
- 丹生郡宮崎村（現・越前町） - 工芸美術情報センターの建設等
- 丹生郡織田町（現・越前町） - 西日本一の大太鼓の購入、 信長サミット等
- 敦賀市 - CATVの整備。
- 三方郡美浜町 - 美浜“See愛”推進プロジェクトの実施
- 三方郡三方町（現・若狭町） - 国際交流基金と村づくり基金、 温泉探査
- 遠敷郡上中町（現・若狭町） - 若狭瓜割名水公園の整備等
- 小浜市 - 噴水時計建設（海に抱かれた歴史と文化のまちづくり）
- 大飯郡高浜町 - イメージアップ推進事業等
- 大飯郡大飯町（現・おおい町） - おおい高度化農業研究会事業等
- 遠敷郡名田庄村（現・おおい町） - 栗園造成、イメージアップづくり事業等

山梨県
- 北都留郡丹波山村 - 日本一長いすべり台を作成したが、完成3日後に日本一の座を奪われる。
- 北都留郡上野原町（現・上野原市） - 花火大会を開催。
- 南都留郡秋山村（現・上野原市） - 村政施行100周年記念事業の一環として村民をヘリコプターに乗せ、空から秋山村を視察させた。
- 南都留郡河口湖町（現・富士河口湖町） - 富士グランプリ展として全国の郷土富士を紹介するとともに、富士山の絵画・写真コンテストを開催した。
- 南都留郡足和田村（現・富士河口湖町） - 野鳥の里づくりとして遊歩道の整備を行ったほか、休耕地へのひまわり植栽や西湖への魚の放流を行った。
- 南都留郡道志村 - 嫁対策推進事業。
- 富士吉田市 - マウントフジ・ファッションデザインコンテストの開催。
- 北巨摩郡須玉町（現・北杜市） - 星空日本一のまちづくり。
- 北巨摩郡双葉町（現・甲斐市） - 双葉町歌を制定、カセットテープ3000本を制作し全戸へ配布。
- 中巨摩郡櫛形町（現・南アルプス市） - 公衆トイレの設置。地元出身の版画家名取春仙の版画を収集。のちに櫛形町立春仙美術館（現・南アルプス市立春仙美術館）に収蔵された。
- 中巨摩郡甲西町（現・南アルプス市） - 夏休みチビッコ洋上スクール事業、中学校へのパソコン設置。
- 南巨摩郡早川町 - 南アルプス邑サインシステム計画。
- 東八代郡石和町（現・笛吹市） - スコレー大学事業。
- 西八代郡市川大門町（現・市川三郷町） - 大門碑林公園の建設、研修用バス「甲斐源氏号」購入、世界への道市川大門町PR誌作成事業、日本一の障子紙PR事業、千本桜植栽事業。
- 西八代郡六郷町（現・市川三郷町） - ハンコの里景観整備事業。
- 西八代郡下部町（現・身延町） - 日本一のホタルの里づくり。
- 韮崎市 - ブラジルからサッカーコーチを招致し中高生の選手強化を目指すほか、スカイスポーツ振興として西ドイツ製のグライダーを購入。また、芸術家を招致し市民の芸術文化の向上を目指した。

長野県
- 長野市  - 「長野市の門」と銘打って、市境の国道沿いに野外彫刻3体（「Arc of Nagano（松尾光伸）」、「長野の門（黒川晃彦）」、「豊穣の郷（向井良吉）」）を設置。
- 岡谷市  - やまびこスケートの森の整備事業。
- 更埴市（現・千曲市）  - 「ふるさと創生基金」と銘打って金融機関に貯蓄し、その利息を文化事業に活用することとした。
- 塩尻市 - 公園整備やイベントなどに使用。
- 駒ケ根市 - アルプス・コミュニケーション・シティ構想。
- 北佐久郡軽井沢町 - 風越公園アイスアリーナの建設事業。
- 南佐久郡川上村 - コンサートなどを開く「ふる里村塾」と銘打った文化事業を開始。
- 南佐久郡八千穂村（現・佐久穂町）  - 奥村土牛記念美術館の建設事業。
- 南佐久郡小海町 - スイスヴェンゲン村を中心とした国際交流事業、文化講演会やコンサートを開催。
- 小県郡丸子町（現・上田市）  - 丸子四季の里文化公園の整備事業。
- 小県郡真田町（現・上田市）  - 真田氏館跡の公園化整備事業。
- 下伊那郡喬木村 - 椋鳩十記念館・記念図書館を建設。
- 下伊那郡清内路村（現・阿智村） - 手づくり花火保存伝承事業。
- 下伊那郡上郷町（現・飯田市） - 町内全域に有線テレビと有線放送電話の共用ケーブルを敷設。
- 下伊那郡南信濃村（現・飯田市） - 和田城を連想させる郷土館の建設と霜月祭の面の複製と祭り場面の人形を展示するとともにビデオ上映などを行い、祭りの伝承に力を入れた。
- 下伊那郡平谷村 - 人づくり、人材育成事業。
- 木曽郡木曽福島町（現・木曽町） - 福島関所の復元整備事業。
- 木曽郡上松町 - ひのきの里のまちづくり基金を創設。
- 木曽郡南木曽町 - 桃介記念公園整備事業を行ない、 近代化遺産の桃介橋も復元整備された。
- 木曽郡日義村（現・木曽町） - 義仲館の建設事業。
- 木曽郡山口村（現・岐阜県中津川市） - 馬籠温泉の掘削事業。
- 東筑摩郡麻績村 - 信濃観月苑の建設事業。
- 東筑摩郡朝日村 - 緑の体験館の建設事業。
- 南安曇郡豊科町（現・安曇野市） - 豊科ICの出入口に白鳥のモニュメントを設置。
- 南安曇郡梓川村（現・松本市） - 梓川アカデミア館建設事業。
- 南安曇郡安曇村（現・松本市） - 外国人教師の村内定住、村民の海外派遣、児童生徒のグリンデルワルト村派遣およびグリンデルワルト村児童生徒受け入れ、景観の整備を行った。
- 北安曇郡松川村 - 馬羅尾高原清流の森の整備事業。
- 埴科郡戸倉町（現・千曲市） - 戸倉駅近くに「戸倉宿キティパーク」を整備した。
- 更級郡上山田町 （現・千曲市）- 温泉街を見下ろす山上にある荒砥城跡を「城山史跡公園」とする整備資金として活用した。
- 上高井郡高山村 - 温泉探査に用いたところ、十分な流量の温泉を発見。日帰り温泉施設と温泉プールからなるスポーツ施設「YOU游ランド」を整備。
- 上水内郡三水村 （現・飯綱町）- 上水道水源の開発事業。
- 上水内郡信州新町 （現・長野市）- 琅鶴湖畔に「梅まつり」を開催する資金として活用し以後毎年開催している。
- 諏訪郡富士見町 - 富士見高原創造の森「国際彫刻シンポジウム」の開催。

岐阜県
- 瑞浪市 - 全長3.3mの美濃焼の世界一大きい狛犬を作成。
- 土岐市 - シンボルモニュメント設置、ふるさと小説「風炉のままに」発行、織部の日記念事業、若者と語る郷土・土岐、海外派遣事業、イベントの開催、陶磁資料収集など。
- 羽島市 - 日本初の国際蹄鉄投げ大会を開催。
- 各務原市 - 各務原航空宇宙博物館建設基金の設置。
- 可児郡兼山町（現・可児市） - 1億円を運用し、兼山町ふるさと創生小学生研修事業を実施。兼山小学校6年生は毎年夏休みに3泊5日のロサンゼルス研修が行われる（1989年（平成元年）は沖縄県石垣島、2003年（平成15年）はSARS流行のため中止、2014年（平成26年）はテロの影響で北海道)。。
- 安八郡墨俣町（現・大垣市） - 純金計27キロでシャチホコを製作。
- 加茂郡八百津町 - 総工費6億5,000万円の人道の丘公園の整備資金に宛てた。
- 加茂郡東白川村 - 小中学校の教育費と施設整備に3300万円を投じ、人材育成、定着事業や地場産業の活性化。つちのこなどの各種イベント昭和初期の農家風の宿泊体験施設「こもれびの館」で子供たちが合宿。
- 加茂郡川辺町 - ダム湖周辺整備事業として「かわべ夢広場」などを整備
- 吉城郡神岡町（現・飛騨市）  - ふるさとのイメージ・シンボルマークの作成および流葉温泉の掘削。
- 武儀郡武儀町 - 元号と同字の地区「平成（へなり）」があり、日本平成村として観光開発を実施。渡ると音の出る橋「元号橋」を竣工。
- 養老郡上石津町（現・大垣市） - 江口夜詩記念館の建設、資料展示、ホールで自主公演。
- 大野郡白川村 - 三屋裕子を招いて地元中学バレーボール部への指導、合掌造り保存基金、白山スーパー林道へのサービスエリアの設置など。
- 大野郡丹生川村（現・高山市） - 乗鞍スカイラインをコースとした「飛騨・にゅうかわ乗鞍スカイマラソン大会」の開催。
- 郡上郡八幡町（現・郡上市） - アートピア郡上八幡のまちづくり事業に活用。
- 揖斐郡春日村（現・揖斐川町） - 春日百草健康ランド（現・かすがモリモリ村リフレッシュ館）の建設。

静岡県

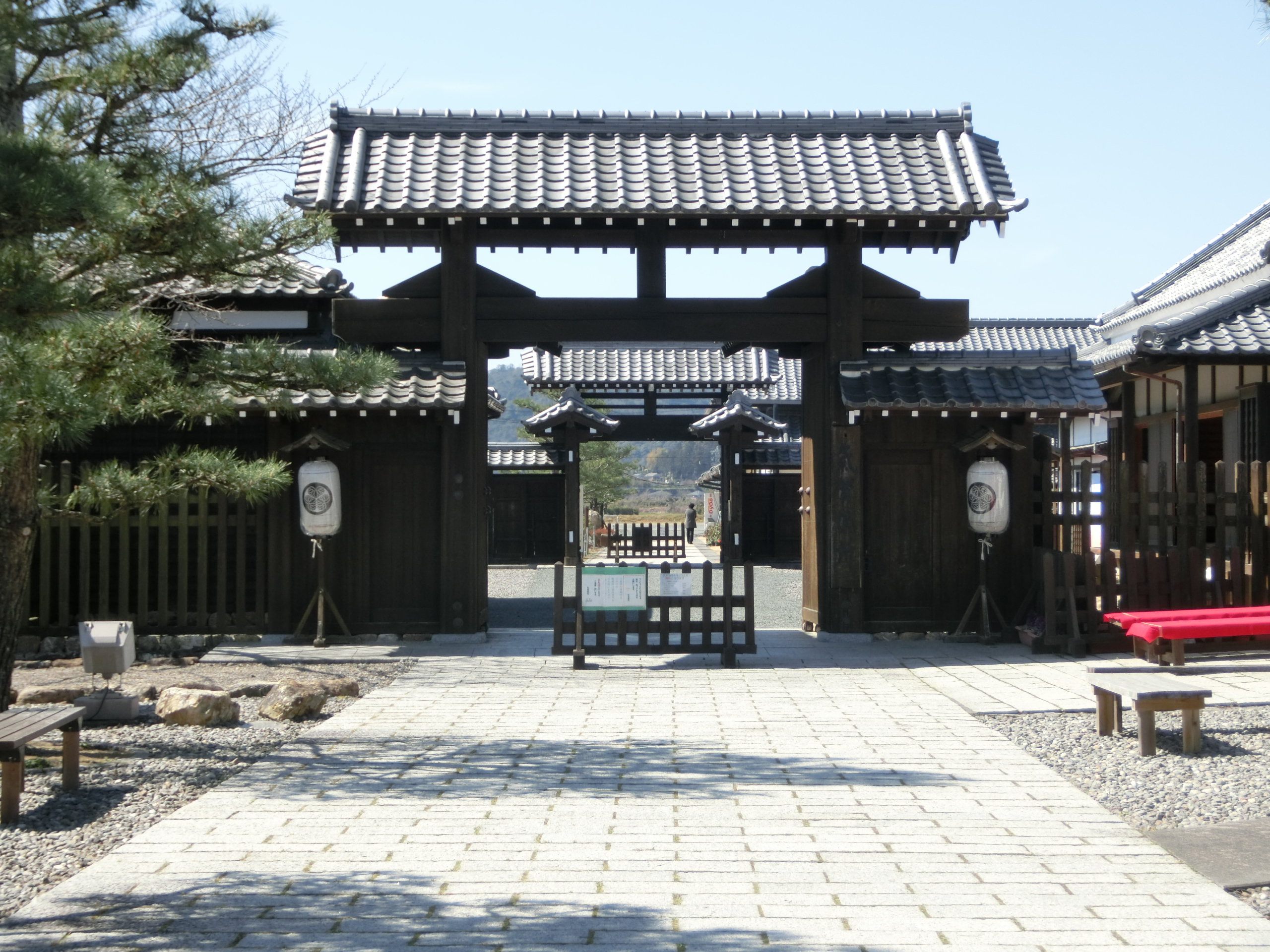
気賀関所（旧・細江町、現・浜松市浜名区）

- 下田市 - 吉田松陰と金子重輔のブロンズ像、踏海の朝を設置。
- 焼津市 - 栃山川自然生態観察公園の整備。
- 掛川市 - これっしか文化学習塾整備基本構想策定、オレゴン生涯学習村の設立に出資。
- 磐田市 - 「日本一のトンボの町=磐田」PR誌作成。
- 浜松市 - 音楽のまちづくり事業。
- 引佐郡細江町（現・浜松市浜名区） - 気賀関所の一部を復元。
- 磐田郡龍山村（現・浜松市天竜区） - 龍山森林文化会館のパイプオルガンを製作。
- 榛原郡榛原町（現・牧之原市） - 公園整備や街灯の設置、イベントや榛原町ノーベル賞制定など人材育成に使用。
- 榛原郡金谷町（現・島田市） - 緑茶効用調査研究、リンゴ試験栽培、五和地区コミュニティ施設整備調査、うしお温泉整備調査。
- 賀茂郡松崎町 - 牛原山町民の森周辺整備事業、町内案内標識整備、防波堤なまこ壁化の他、「東洋のコートダジュール」と呼ばれる観光地を目指して岩地地区を中心に屋根をうこん色、壁をホワイトアイボリーに統一を図るためのペンキを配布した。

愛知県
- 蒲郡市 - 学校（蒲郡市立蒲郡西部小学校）の屋上に東海道新幹線の乗客に向けて巨大電光掲示板を設置。1999年に撤去、岡山県都窪郡早島町に300万円で売却。
- 東加茂郡足助町 （現・豊田市） - 足助町制施行100周年を記念して、足助城を再建し、1993年（平成5年）に開城。
- 東加茂郡下山村（現・豊田市） - モミジの苗木約1,200本を購入し、「もみじ街道」を整備。
- 丹羽郡扶桑町 - 扶桑駅及び扶桑町役場と扶桑文化会館を結ぶ文化の小径を整備。
- 稲沢市 - 大塚性海寺歴史公園整備、市制35周年記念事業の夏まつりや裸まつりサミット、市民会館記念事業、荻須画伯アトリエ復元建設事業。
- 新城市 - 奥三河芸能祭といかだカーニバルの開催。
- 瀬戸市 - 瀬戸市駅駅前モニュメントなどのまちづくりに使用。
- 豊橋市 - 豊橋市二川宿本陣資料館の建設。
- 海部郡美和町（現・あま市） - 田園植物園の建設。
- 小牧市 - オハイオ州立大学の分校を誘致。
- 愛知郡東郷町 - アニメ映画「東郷の民話」制作事業。
- 日進町（現・日進市） - 岩崎城址周辺整備事業、岩崎川・天白川整備事業。
- 知多郡東浦町 - 明徳寺川の整備、「於大まつり」の開催。

三重県
- 津市 - 和船山車「安濃津丸」を建造。
- 伊勢市 - 市が独自に2千万円を追加して1億2千万円とし、うち8千万円をふるさと文庫（伊勢市立伊勢図書館2階）の設置にあて、残る4千万円で「国際交流並びにふるさと文化基金」を創設。
- 松阪市 - 御城番屋敷の景観整備に利用。
- 尾鷲市 - 尾鷲市立天文科学館を設置。
- 鳥羽市 - 「鳥羽市マリン文学賞」を創設。
- 上野市（現・伊賀市） - ふるさと芭蕉の森の整備。
- 鈴鹿市 - 国際交流基金の設置。
- 四日市市 - 旧消防艇「あさかぜ」を改造して遊覧船として活用した他、臨海レジャー基地の整備に向けての調査などを行った。
- 桑名郡木曽岬町 - 「木曽岬町立文化資料館」や「ふるさと創生ホール」などを設置。
- 一志郡嬉野町（現・松阪市） - 嬉野ふるさと会館を建設。
- 一志郡白山町（現・津市） - 猪の倉温泉交流施設を整備。
- 安芸郡河芸町（現・津市） - 1000万円を国際交流基金として拠出。
- 安芸郡安濃町（現・津市） - 国際交流基金の創設。
- 志摩郡磯部町（現・志摩市） - 磯部ふれあい公園を開設。
- 志摩郡志摩町（現・志摩市） - 志摩町文化会館（現・志摩市志摩文化会館）を建設。
- 北牟婁郡海山町（現・紀北町） - 種まき権兵衛の里を整備。
- 多気郡明和町 - 王朝ロマンフェスタin明和の開催、斎宮跡の観光資源化。
- 飯南郡飯南町（現・松阪市） - 町民対象に海外研修による人材育成事業。費用の半分を町が負担した。
- 飯南郡飯高町（現・松阪市） - 全52話の飯高町紹介番組を制作し、毎週15分三重テレビにて放映した。
- 阿山郡阿山町（現・伊賀市） - 有線放送電話施設を改良整備して多目的に利用する「ふるさとの情報ネットワークシステム整備」。
- 員弁郡員弁町（現・いなべ市） - 高さ20mのシンボルタワーの建設と、1000本の桜の植樹を行った。
- 員弁郡大安町（現・いなべ市） - 憩いの広場の整備を行った。
- 員弁郡東員町 - 住民参加の花いっぱい運動の展開。
- 多気郡多気町 - 緑化推進基金の創設、観光用ビデオ作製、生涯生きがい広場の整備等。

### 近畿地方
滋賀県
- 大津市 - 江戸期に松尾芭蕉が滞在し、『幻住庵記』の舞台となった幻住庵を再興。
- 守山市 - 「ほたるの住むまち. ふるさと守山」として、ほたるの森資料館を開設。
- 栗東市 - 「日向山石段」721段、「ナンダサカ狛坂石段」2001段。
- 草津市 - 山崎宗鑑生誕の地にちなんだ俳句のまちづくり。
- 長浜市 - 子ども歌舞伎のまちづくり事業。
- 神崎郡能登川町（現・東近江市） - 「能登川水車とカヌーランド」、水車資料館。
- 愛知郡愛東町（現・東近江市） - 生涯学習研修道場「百済苑」の建設。
- 甲賀郡信楽町（現・甲賀市） - 陶芸の森の建設。
- 甲賀郡甲西町（現・湖南市） - ふるさと防災チーム育成事業。
- 高島郡マキノ町（現・高島市） - 緑化推進、モニュメント設置など。
- 野洲郡中主町（現・野洲市） - オフトーク通信による地域情報網の整備。
- 犬上郡甲良町 - 町の木であるケヤキ材の表札付き郵便受の全世帯配布設置。

京都府
- 京都市 - 芸術祭典・京の開催。
- 長岡京市 - 長岡京ガラシャ祭りの開催。
- 北桑田郡美山町（現・南丹市） - 住民の共同出資による山村コンビニエンスストアが開設される。
- 相楽郡加茂町（現・木津川市） - 加茂プラネタリウム館を建設。老朽化により2018年3月31日廃止。
- 宇治市 - 紫式部文学賞・紫式部市民文化賞を創設
- 亀岡市 - オクラホマ州立大学の誘致。
- 竹野郡弥栄町（現・京丹後市） - 丹後半島森林公園スイス村の発展のためにスイスの市町村と姉妹提携し、物産、文化の交流。
- 宮津市 - 基金の運用および人材育成に関する研修、活動の支援。
- 加佐郡大江町（現・福知山市） - 大江山酒呑童子の里基盤整備事業。

#### 奈良県
- 奈良市 - 奈良マーチャントシードセンターの建設。
- 北葛城郡王寺町 - 「和の鐘」の設置。
- 生駒郡三郷町 - 文化振興財団の設立。
- 高市郡明日香村 - 観光振興。
- 吉野郡野迫川村 - 村政施行100周年記念碑の建設、タイムカプセルの埋没、平維盛公園整備や道路の完成記念碑の建設の他、年会費2万円で年4回村の特産品の送付および村内宿泊施設が割引となる「都会のむらびと」制度の設立、村外に出ている村出身者が同窓会を開く場合の助成に使用された。

#### 大阪府
- 大阪市 - 大阪市環境美化運動推進基金の設置。
- 池田市 - 市制施行50周年記念事業。
- 高槻市 - きらめきウォータープラン芥川21。
- 茨木市 - 健康増進センターの建設、市民大学の開設、コミュニティ構想の策定。
- 三島郡島本町 - 水無瀬川流域整備。
- 八尾市 - 玉串川沿道保全整備事業。
- 大東市 - 緑化基金設置。
- 大阪狭山市 - 緑化基金設置。
- 松原市 - 西除川遊歩道整備事業、少年自然の家施設拡張事業。
- 堺市 - 百舌鳥三陵を中心とする国際歴史文化のまちづくり。
- 泉大津市 - 交流とふれあいのまちづくり基金で、特産の真空パックの毛布を全国の主な都市（655市）にプレゼントし、PR。
- 泉佐野市 - 国際交流振興基金を設置し、青少年を海外に派遣。
- 泉北郡忠岡町 - 忠岡町住みよいまちづくり事業。
- 泉南郡田尻町 - グローアップ基金設置、100周年記念イベント、民話集の発行。
- 阪南町（現・阪南市） - 山中渓にわんぱく王国を建設。
- 河内長野市 - 蝶の王国の設置を検討。

兵庫県
- 神戸市 - 神戸市立中央図書館に神戸に関する出版物や関わりの深い人物の著作などを収集。交付された1億円と市が計上した同額の合計2億円を原資に「神戸ふるさと文庫」を開館
- 尼崎市 - 近松ナウ事業（オペラ公演、モニュメント等）
- 明石市 - 櫓と工業用ロボット による時報の演技を見せるとき打ち太鼓が、市のシンボルである明石公園内に設置された。ボランティア福祉活動基金の設置。
- 高砂市 - 波賀「高砂の家」建設
- 西脇市 - 経緯度ゆかりの都市との交流
- 小野市 - 小野市立ひまわりの丘公園を整備。
- 飾磨郡家島町（現・姫路市） - ファクシミリ・パーソナルコンピューター設置事業。町PRソング「恋港家島」に映像を付けレーザーディスクを制作した他、レコード盤を近畿圏内約150か所の有線放送所に配布し、期間を決め定期的に放送する契約を行った。また、町内の有線施設を設けている住民に自発的にリクエストをするように呼びかけを行った。
- 神崎郡神崎町（現・神河町） -  こいのぼり1,000匹遊泳
- 佐用郡佐用町 -  星空の都づくり。
- 佐用郡上月町（現・佐用町） - 当時は「日本一の長さ」と言われた滑り台（全長約350メートル、高低差37メートル）を設置。その後、維持費がかさむため、代わりに長さ約100メートルの滑り台を新設することになった。
- 揖保郡御津町（現・たつの市） - 世界の梅公園
- 宍粟郡波賀町（現・宍粟市） - 波賀城の石積等を復元。６年がかりで総事業費２億円余で整備
- 宍粟郡一宮町（現・宍粟市） - ふるさと100年の森林づくり
- 宍粟郡山崎町（現・宍粟市） - 特産物振事業
- 多気郡西紀町（現・丹波篠山市） - 自ら学ぶ教室整備（ビデオの制作、設置）
- 氷上郡氷上町（現・丹波市） - 町内・国内研修。
- 氷上郡山南町（現・丹波市） - 丹波の森協会出資金
- 美方郡温泉町（現・新温泉町） - 夢千代の里づくり
- 朝来郡和田山町（現・朝来市） - ふるさと創生 和田山町まちづくりワイワイ塾の開催。
- 洲本市 - 南西ドイツフィルハーモニー管弦楽団演奏会
- 三原郡西淡町（現・南あわじ市）- 勉考塾の開催。
- 津名郡津名町（現・淡路市） - 1億円を担保として、三菱金属から金塊をレンタル。当時の金相場の1億円分、62.696キログラムを「触れる金塊」として静の里公園内に展示した。2010年（平成22年）5月15日、金相場の高騰に伴い、金塊を三菱マテリアル（三菱金属の会社合併後の社名）に返却、淡路市に1億円が返還された。

- 津名郡淡路町（現・淡路市） - 町勢記録映画製作

和歌山県
- 和歌山市 - 市の中心部、買物客でにぎわう京橋に憩いの広場やプロムナード (散歩道)を整備
- 橋本市 - 子供たちに人気の杉村公園にコンビネーショトリムを新設
- 海草郡下津町（現・海南市） - 文化財を核とした街づくりとして、徳川家の菩提寺・長保寺脇に憩いの広場を設置
- 海草郡野上町（現・紀美野町） - 生石高原にレストハウス「山の家おいし」を建設。
- 海草郡美里町（現・紀美野町） - 町発祥のゲートゴルフを中心に各種イベントを展開。 かじか荘に温泉棟をつくる
- 那賀郡打田町（現・紀の川市） - 地域の各種団体を中心にボランティアを組織、町ぐるみの美化運動を推進
- 那賀郡粉河町（現・紀の川市） - 町の歴史や文化遺産の展示、文化活動奨励の拠点としてふるさと会館を建設
- 那賀郡那賀町（現・紀の川市） - 医聖、 華岡青洲の生誕地であることから、記念館建設事業に着手
- 那賀郡桃山町（現・紀の川市） - 町内の名勝を結ぶ散策道や旧家を借用した資料館整備、朝市の実施など
- 岩出町（現・岩出市） - ベッドタウンとして人口増加が著しいため、駅前に駐輪場を設置
- 伊都郡高野口町（現・橋本市） - 桜の名所、高野口公園に展望台やジャンボすべり台、ミステリーハウスなどを整備
- 伊都郡かつらぎ町 - 紀の川の船岡山を観光ゾーンにと駐車場、遊歩道、釣り客用の釣り場などを整備
- 伊都郡九度山町 - 高野山の観光客をターゲットにと温泉源の調査を実施。真田まつり行列用衣装の購入
- 伊都郡高野町 - 転軸山に世界のシャクナゲ園整備。 ケーブルカー沿線にアジサイなど四季の花を植栽
- 有田市 - 絵画展の開催や熊野古道の散策コースの整備、民謡や文化財の調査など
- 有田郡広川町 - 多目的グラウンドや南紀男山焼陶器展示館などを内容としたカルチャーパークを整備
- 有田郡吉備町（現・有田川町） - 展望台や休憩所等の設置による鷲ヶ峰コスモスパークの充実
- 有田郡金屋町（現・有田川町） - 生石高原で夜空の星を楽しんでもらおうと天体観測施設を建設
- 有田郡清水町（現・有田川町） - 総合的なスポーツ公園・ふるさとふれあいの丘づくりとしみず温泉音頭の制作
- 御坊市 - 市民のために、クラシックやニューミュージックなどの音楽祭の開催
- 日高郡美浜町 - 町とつながりの深いカナダとホームステイを通して相互交流を推進
- 日高郡日高町 - 基金の運用益で、地域産業の振興や社会福祉の充実などにより貢献できる人材の育成
- 日高郡川辺町（現・日高川町） - 「魅せたいまち基金」を設け、人材の育成や文化的資源の発掘、まちのPRなどの実施
- 日高郡中津村（現・日高川町） - 雨天でもコンサートや食事が楽しめる多目的ホール「ふれあいドーム」を建設
- 日高郡美山村（現・日高川町） - 村の真中にできたダム湖を観光の拠点として活用しようと温泉試掘を実施
- 日高郡中津村（現・日高川町） - 小原観光拠点整備事業。
- 日高郡印南町 - 人材育成等を目的に、「印南かえる基金」を設け、かえるシンポジウムなどを開催
- 日高郡南部町（現・みなべ町） - イベント「梅とびっきり千里」への助成によって、地域のイメージアップの促進
- 日高郡南部川村（現・みなべ町） - うめ21研究センターの建設。
- 田辺市 - 南方熊楠顕彰基金の設置。
- 日高郡龍神村（現・田辺市） - 龍の里シンボルタワーの建設など龍神温泉の整備。
- 西牟婁郡中辺路町（現・田辺市） - 熊野古道のシンボル、牛馬童子をあしらったモニュメントの建立
- 西牟婁郡大塔村（現・田辺市） - 地域の活性化のため、時代をになう若者を後継者として養成する人材育成事業を実施
- 東牟婁郡本宮町（現・田辺市） - 熊野詣の行列風景などを再現した野外資料館的な歴史公園を整備
- 西牟婁郡白浜町 - 21世紀の人づくりを目的に旅費を町が負担し「世界見て歩き運動」を展開、白浜の海芸術大賞の創設。
- 西牟婁郡上富田町 - 町民の心身の健康づくりや文化活動推進のため、施設建設等にむけての調査研究等
- 西牟婁郡すさみ町 - 豊かな自然を生かした森林ランドの整備や童謡の園充実にむけての調査を実施
- 新宮市 - 徐福や佐藤春夫の顕彰事業と快適で緑豊かな街づくりをめざして緑化基金を創設
- 東牟婁郡熊野川町（現・新宮市） - 瀞峡など豊かな自然を活用した観光開発と住民福祉の向上を目的に温泉の掘削
- 東牟婁郡太地町 - 鯨の陶壁画、カラー舗装などの設置。
- 東牟婁郡那智勝浦町 - 一億円事業を契機にもっとじっくりと町の将来を考えようと長期総合計画を策定等
- 東牟婁郡串本町 - 本州最南端の自然美を利用したリゾート開発にむけ、温泉掘削事業を実施
- 東牟婁郡古座町（現・串本町） - 近隣町村のふるさと産品なども集めた観光物産センターの建設を計画
- 東牟婁郡古座川町 - 清流古座川を財産にして地域づくりに活かそうと河川の浄化など周辺環境を整備
- 東牟婁郡北山村 - 若者の定住促進のため基金を設け、結婚などの各種祝金や家賃の補助等を実施

### 中国地方
鳥取県
- 岩美郡国府町（現・鳥取市） - 国庁の館建設事業。
- 八頭郡用瀬町（現・鳥取市） - 流しびなの里整備事業。
- 気高郡鹿野町（現・鳥取市） - 鹿野城跡城山公園の整備。
- 八頭郡智頭町 - まちづくり調査事業、最新TOWN事業。
- 東伯郡東郷町（現・湯梨浜町） - 羽衣石城模擬天守の建設。
- 東伯郡北条町（現・北栄町） - 歴史民俗資料館付帯設備の整備、北条砂丘観光農園センターの建設、民芸実習館の設立、北条砂丘フェスティバルの開催。
- 境港市 - 市道中野元町線に屋外彫刻を設置、緑と文化のまちづくり推進協議会、都市美デザイン研究会の設置。

島根県

- 松江市 - 小泉八雲賞を創設。

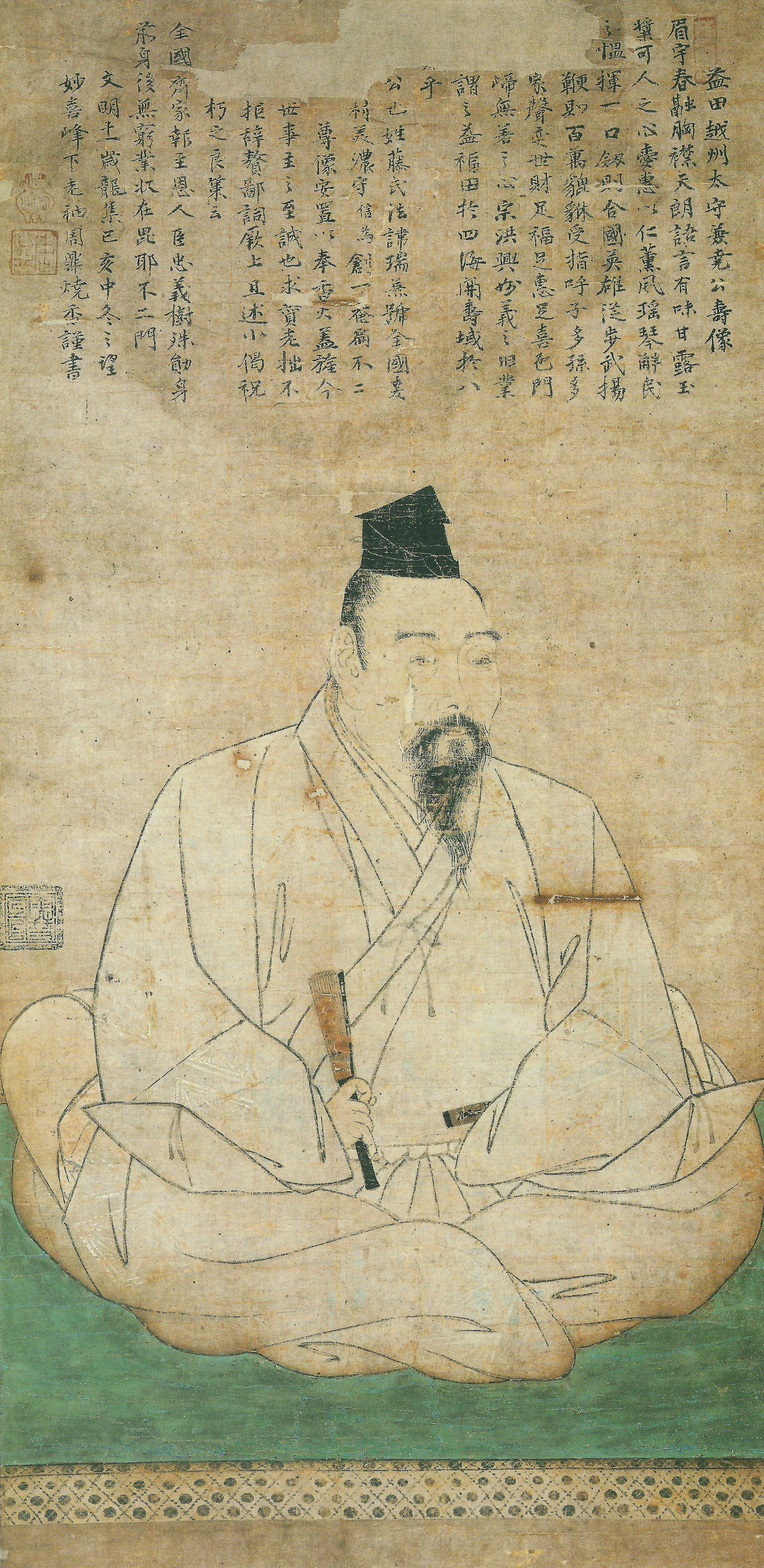
購入した雪舟筆『益田兼堯像』（益田市）

- 飯石郡掛合町（現・雲南市） - 道の駅のモデルとなる複合施設「掛合の里」を国道沿いに整備。掛合町は竹下登の出身地である。
- 簸川郡斐川町（現・出雲市） - 荒神谷遺跡活用事業。
- 邇摩郡仁摩町（現・大田市） - 一年計砂時計「砂暦」の製作。合わせて仁摩サンドミュージアムを開館。
- 益田市 - 雪舟筆『益田兼堯像』を購入。合わせて益田市立雪舟の郷記念館を開館。
- 美濃郡美都町－温泉を採掘、温泉施設『美都温泉 湯元館』を開館。
- 邑智郡瑞穂町（現・邑南町） - 広島市内に「みずほ広島アンテナショップ」を開設。
- 隠岐島七カ村 - 広域共同事業。

岡山県

- 御津郡建部町（現・岡山市北区） - ペンダントによるひとり暮らし老人等緊急通報システム整備事業。
- 備前市 - 1990年時点では大学誘致のための大学用地基金の設定を検討していた。
- 総社市 - 小中学生へのふるさと探訪や地域づくりリーダーの育成塾などの人材育成に4200万円、特産品づくりや観光開発を目的として各公民館に200万円を配当した。
- 笠岡市 - 北木島にて石彫シンポジウムを開催。
- 小田郡矢掛町 - 「ふるさとづくり基金」として積み立て、その運用益金で地域の事業に補助金を交付。
- 小田郡美星町（現・井原市） - 美しい星空を守る美星町光害防止条例の制定。
- 勝田郡勝央町 - 花と緑と石のまちづくり事業、勝央町インド祭の開催。

広島県
- 広島市 - 西新天地公共広場の有効活用、広島市まちおこし海外派遣事業。
- 尾道市 - 村上水軍の歴史を活かし、水軍の甲冑と木造の伝令船である「小早」を復元。
- 三次市 - 国際交流事業。
- 双三郡三良坂町（現・三次市） - 青少年活動拠点「灰塚リバティボックス」を建設。
- 豊田郡東野町（現・大崎上島町） - 海藻公園開発研究構想。
- 山県郡豊平町（現・北広島町） - ソバの里づくり事業に3000万円、残りは総工費20億円の「ふれあい公園とよひら」の建設に使用された。
- 沼隈郡沼隈町（現・福山市） - 高齢者ふるさと産品開発センター等の整備。
- 安芸郡倉橋町（現・呉市） - 遣唐使船に係るイベント事業及び洋式ドッグ整備事業。
- 高田郡高宮町（現・安芸高田市） - 高速バス利用通勤費の助成。
- 世羅郡甲山町（現・世羅町） - 広島市出身の作家、織井青吾に依頼し、甲山城主であった上原元祐をテーマにした歴史小説を発行。

山口県

- 下関市 - 「先帝祭」「源平船合戦」の人材育成とイベント関連資材、用具の整備。
- 長門市 - ガードレールなどの塗装をシティカラーに統一し、シティカラーの観光歓迎塔などの建設、帯をシティカラーに統一した観光浴衣の製作、金子みすゞの詩にメロディを付け「ふるさとメロディ」として時報代わりに流すなどのCI事業や農業人材育成の育成などが行われた。
- 大津郡日置町（現・長門市） - 温泉の掘削。
- 大津郡油谷町（現・長門市） - 楊貴妃の里づくり事業。
- 防府市 - 三田尻塩田の跡地に塩田用具資料館、釜屋、ミニ塩田などを整備。
- 下松市 - 時報塔を兼ねた展望台の建設。
- 熊毛郡熊毛町（現・周南市） - ツルの里づくり。
- 熊毛郡平生町 - 「ふるさと平生町の民話と伝説 続編」の発行。
- 大島郡久賀町（現・周防大島町） - 久賀町いきいきフェスティバルの開催。
- 玖珂郡美和町（現・岩国市） - 美和サンチャロウ祭りの開催。
- 佐波郡徳地町（現・山口市） - 長者之郷建設事業。

### 四国地方
香川県

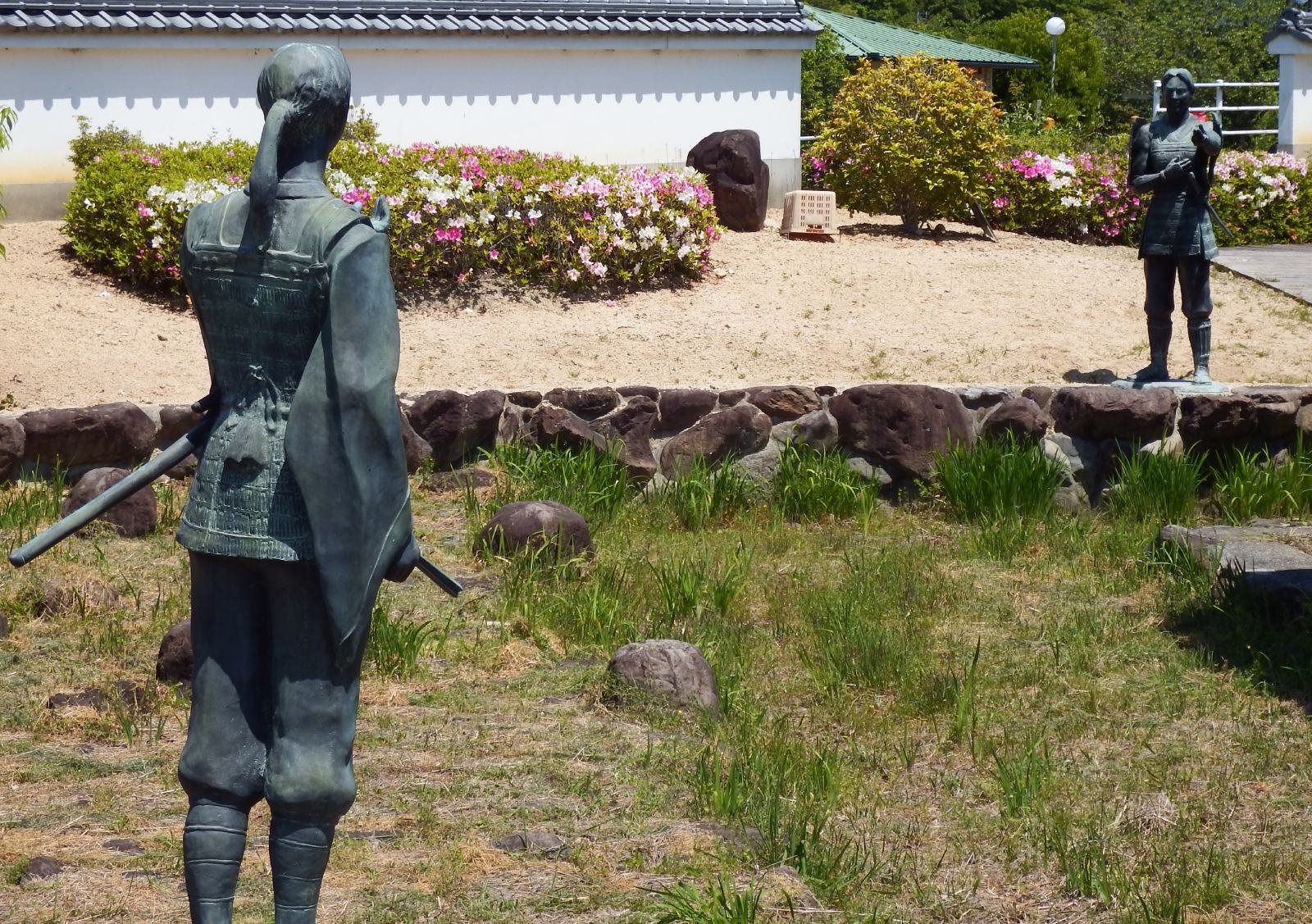
大三島の鶴姫公園に立つ鶴姫（左）と越智安成（右）の像。

- 仲多度郡多度津町 - 桃陵公園のローラー式滑り台と関連施設を建設したが、滑り台は2010年（平成22年）に取り壊した。
- 仲多度郡仲南町（現・まんのう町） - 国有林払下げによる用地を整備し、町の木である梅の里づくりを行った。
- 香川郡直島町 - ふるさと海の家「つつじ荘」を建設。
- 大川郡大内町（現・東かがわ市）- レクリエーションと人形劇のカーニバル。
- 大川郡志度町（現・さぬき市） - 志度町野外音楽広場テアトロン（現・さぬき市野外音楽広場テアトロン）を建設。
- 大川郡寒川町（現・さぬき市） - 1990年時点では高齢者を対象としたシルバーリゾート地であるカメリアレジャーワールド計画に使用する予定であった。
- 木田郡牟礼町（現・高松市） - 石匠の里公園の整備。
- 三豊郡豊浜町（現・観音寺市） - 豊浜ちょうさ祭太鼓台改装事業、手作りちょうさ作成事業。
- 綾歌郡飯山町（現・丸亀市） - コミュニティバスの購入。

徳島県
- 小松島市 - 源義経騎馬像の建設。
- 阿南市 - ふるさとづくり基金の設置。若者の海外視察研修や創意工夫で地域づくりを行う市民に対し補助金の交付。
- 勝浦郡勝浦町 - 生活雑排水浄化対策のための合併浄化槽設置補助金、河川環境美化対策としての不法投棄のゴミ処理及び一斉清掃費、星谷総合運動公園及び前川キャンプ場整備費など。
- 那賀郡那賀川町（現・阿南市） - 那賀川町立歴史民俗資料館（現・阿南市立阿波公方・民俗資料館）を建設。
- 那賀郡相生町（現・那賀町） - 公園の整備や若者向けの低家賃の住宅の建設、農業研修などの人材育成。
- 板野郡板野町 - 公園の整備やふるさと巡行バスの運営。
- 三好郡東祖谷山村（現・三好市） - 平家屋敷の復元。

愛媛県
- 松山市 - 松山市生涯教育振興基金の設置。
- 八幡浜市 - 二宮忠八翁顕彰事業。
- 上浮穴郡久万町（現・久万高原町） - 林業の担い手の確保と育成のため、1990年（平成2年）に第三セクター方式で林業会社「株式会社いぶき」を設立。
- 越智郡大三島町（現・今治市） - 「国宝とロマンの島」をキャッチフレーズに町のイメージ形成をはかり、1990年に大三島ゆかりの「鶴姫伝説」に登場する鶴姫の銅像などを公園に設置した。
- 東宇和郡明浜町（現・西予市） - 餅、竹細工、真珠などの特産品開発と 産業振興を目的とした「ふるさと創生館」を整備、「かっぱMATURI'89サマーin明浜」の開催。
- 伊予郡中山町（現・伊予市） - ホタル保護活動。
- 喜多郡河辺村（現・大洲市） - 坂本龍馬脱藩の道保存と称し、道標や茶屋の整備やグッズの作成、保存会の設立。
- 喜多郡内子町 - 内子町知的農村塾の開設、西ドイツローテンブルク市との国際交流事業。
- 南宇和郡内海村（現・愛南町） - ふるさと文化創造事業基金の運用益で人材育成、サークル育成活動費用の8割補助。
- 宇摩郡別子山村（現・新居浜市） - 特産品である松茸のPR事業、別子山ふるさと館などの建設。

高知県
- 高知市 - 青少年国際交流基金の運用益で友好都市の中国蕪湖市との教育者の交流やアメリカフレズノ市の中高生のホームステイなど。
- 宿毛市 - 桜前線上陸1番のまちとして桜の苗木を植樹。
- 室戸市 - ふるさと創生基金の設置、ザトウクジラのモニュメント設置、ミンククジラ骨格展示などの施設整備、ふるさと創生基金の運用益で六尺太鼓作製、いやしの里整備事業、吉良川まちなみ保存事業、ポートリンカーンへの派遣事業など。
- 中村市（現・四万十市） - 四万十の日（4月10日）制定、四万十川環境保全などのまちづくり事業に7650万円、人材育成に2350万円を使用した。
- 土佐清水市 - ジョン万ハウスの建設、国際交流事業、ジョン万村建設基金。
- 高岡郡中土佐町 - 純金のカツオ像。のちに県に売却後、盗まれて溶かされた。
- 高岡郡佐川町 - 佐川地質館の建設、佐川・ルネサンス大学と称して各種講座を実施。
- 高岡郡葉山村（現・津野町）- 財団法人葉山村ふるさとセンターの設立。
- 高岡郡大正町（現・四万十町） - 四万十源流合衆国建国構想。
- 安芸郡北川村 - 住民のアンケートを行った結果、一番意見の多かった中岡慎太郎の歴史記念館（中岡慎太郎館）を建設。
- 安芸郡馬路村 - 「おらが村心臓やぶりフルマラソン」の実施。このマラソンは20回をもって終了した。それに加えて「夢・恋人・柚湯（ユーユー）ツアー」と称し、村内独身男性と村外の独身女性各10人を毎年2泊3日の旅行に招待し、カップルを誕生させようというツアーの開催。
- 幡多郡大方町（現・黒潮町） - 美しい砂浜を美術館に見立て、砂浜美術館としてイベント等を開催。
- 土佐郡大川村 - 農業振興や若者定住住宅の建設、人材育成やイベントに使用。
- 土佐郡土佐山村（現・高知市） - ネイカルの村づくり事業。
- 香美郡赤岡町（現・香南市） - 絵金会館の建設。
- 香美郡野市町（現・香南市） - 農業高度化技術研究開発。
- 吾川郡春野町（現・高知市） - ユトリンピックIN春野'89の開催。

### 九州地方

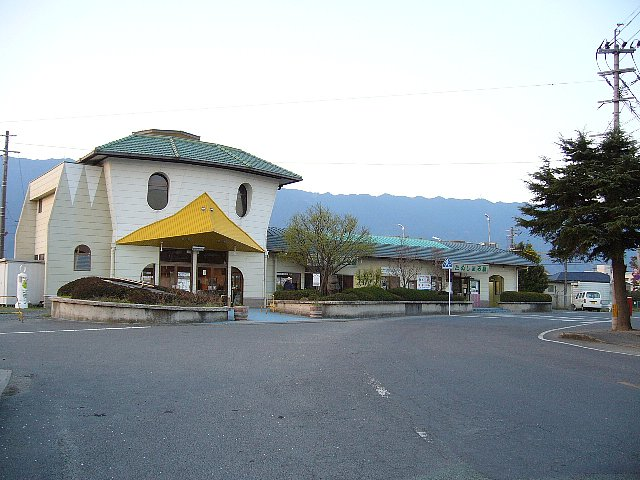
田主丸駅（旧・田主丸町、現・久留米市）

福岡県

筑後地方では、教育基金や人材育成の補助金に用いた自治体が多かった。
- 福岡市 - ユースアートフェスティバル。福岡アジア文化賞。
- 北九州市 - 国際交流事業、新しい産業観光振興事業の推進。
- 大牟田市 - わくわくシティ基金。
- 久留米市 - ふるさと文化創生基金。
- 筑後市 - 子どもたちの交流事業。
- 小郡市 - 西鉄小郡駅前に「きらめきの塔」を設置、七夕の里づくり基金。
- 柳川市 - 堀割整備向けのあめんぼシティ基金。
- 大川市 - 古賀メロディーとインテリアのまちづくり基金。
- 八女市 - 磐井の墓である岩戸山古墳に因み、磐井を主人公としたアニメーション映画『筑紫の磐井　大和政権に挑戦した古代九州の雄』を作成。
- 宗像市 - YOU&Iふれ愛キャンペーンとして地元商品の消費拡大を目指すほか、シンポジウムや環境保全、人材育成に使用。
- 春日市 - 春日弥生の里づくり事業。
- 三井郡北野町（現・久留米市） - コスモスパークや街道の整備。
- 三井郡大刀洗町 - 町内に施設や地区の案内板を整備。
- 三潴郡城島町（現・久留米市） - ふるさと文庫の設置、町のイメージソングの制作。
- 三潴郡三潴町（現・久留米市） - 人材育成。
- 三潴郡大木町 - ひしのみ国際交流センターの設立。
- 山門郡三橋町（現・柳川市） - 産業文化振興基金（水イベント実施、嘉門達夫コンサート）。
- 山門郡大和町（現・柳川市） - 景観ウォッチング事業、海外研修補助金。
- 山門郡山川町（現・みやま市） - アスレチックやパラグライダー場の整備。
- 山門郡瀬高町（現・みやま市） - 清水山シンボルロードの整備、卑弥呼の里整備基金。
- 三池郡高田町（現・みやま市） - 人材育成基金。
- 浮羽郡田主丸町（現・久留米市） - 河童の伝承に因み、田主丸駅の駅舎を河童の形に改装。
- 浮羽郡吉井町（現・うきは市） - 個性のあるまちづくり補助金。
- 浮羽郡浮羽町（現・うきは市） - 人材育成研修費補助金。
- 八女郡星野村（現・八女市） - 星空の美しさと八女茶の産地であることを生かすため、星の文化館と茶の文化館を整備。
- 八女郡矢部村（現・八女市） - 秘境杣の里を整備。
- 八女郡上陽町（現・八女市） - 町内にオフトーク通信網を整備。
- 八女郡黒木町（現・八女市） - ふるさと創生基金、藤棚の設置。
- 八女郡立花町（現・八女市） - 2019年（平成31年）3月の段階で使途不明となっている。
- 八女郡広川町 - 小学生をヘリコプターに載せる空中散歩。
- 遠賀郡芦屋町 - 芦屋釜の復興と茶道文化の振興を図るために「芦屋釜の里」を開園

佐賀県
- 佐賀市 - 「トンボ王国さが」づくり。
- 佐賀郡諸富町（現・佐賀市） - 佐賀線跡を活用し、サイクリングロードである「徐福サイクルロード」を整備。
- 神埼郡脊振村（現・神埼市） - 過疎対策として「百円宅地」事業を行い、200人の人口増につなげた。
- 武雄市 - 川古の大楠公園の整備。
- 東松浦郡北波多村（現・唐津市） - 唐津焼の河童像4体を2カ所設置、村おこしグループ「かっぱの会」発足。
- 東松浦郡浜玉町（現・唐津市） - CATV全町ネットワーク事業。
- 東松浦郡相知町（現・唐津市） - 山岳に囲まれておりテレビ受信状況が悪いためCATVを導入した。
- 東松浦郡肥前町（現・唐津市） - ボタン公園・花の里づくり、むらおこし婦人センターの建設。
- 鹿島市 - 鹿島ガタリンピックの観覧席設置。
- 伊万里市 - グローバル伊万里海外研修派遣事業として、1990年から1993年まで「まちづくり」をテーマに毎年10人の市民をヨーロッパへ、1994年は「ボランティア」をテーマにアメリカに派遣。
- 鳥栖市 - 温泉開発、イベント、教育関連などに使用。
- 小城郡小城町 - ホタルロードレースと称したマラソンや、ホタル大茶会の開催、アジア太平洋博覧会で1000匹のホタルを放ったホタルドーム館の出展や小城ホタル小唄の制作など。

長崎県
- 大村市 - 天正少年使節帰国400年祭の開催。
- 西彼杵郡長与町 - 中尾城公園（吉無田郷）のスパイラルスライダーと関連施設の整備資金の一部。
- 西彼杵郡伊王島町（現・長崎市） - 小学6年生の北海道日高への4泊5日修学旅行費用。
- 北松浦郡鷹島町（現・松浦市） - モンゴル村づくり事業。
- 北松浦郡世知原町（現・佐世保市） - 「せちばる」おこし事業。
- 南松浦郡奈良尾町（現・新上五島町） - ふるさと観音公園を整備
- 南松浦郡新魚目町（現・新上五島町） - ミニ水族館「海のふるさと館」を建設。現在は閉館している
- 南松浦郡三井楽町（現・五島市） - 白良ヶ浜自然公園、高崎鼻公園の整備などを行った。
- 福江市（現・五島市） - 五島椿塾と称して大学教官や起業家を招いて講義を行う。天文台の建設。
- 下県郡美津島町（現・対馬市） - 中学校にパソコンを導入、スポーツ振興基金の設立。
- 上県郡上対馬町（現・対馬市） - 釜山航路定期船建造出資金の拠出。

熊本県
- 阿蘇郡久木野村（現・南阿蘇村） - 1990年、久木野温泉センター木の香湯を開業。2016年4月、熊本地震発生により被災。休業中。
- 阿蘇郡小国町 - 3280万円を主に観光関連に使用、残りは基金として活用していく。
- 天草郡龍ヶ岳町（現・上天草市） - ミューイ天文台の建設。
- 牛深市（現・天草市） - 牛深あかね市の開催。
- 水俣市 - 環境問題に関する活動や調査研究に対して賞を創設、授与。
- 玉名郡菊水町（現・和水町） - きくすい万世の都事業。
- 上益城郡清和村（現・山都町） - 清和村文楽人形芝居後継者育成。
- 宇土市 - 日本最古の轟泉水道と船場川町並み保存整備事業。

大分県
各市町村で一村一品運動に使用する例が相次いだ。
- 県内の各市町村 - 県内どこからでも市内電話料金で地場パソコン通信のコアラに接続できる通信網「豊の国ネットワーク」を整備。
- 竹田市 - 温泉を掘削したところ、水が湧き出したため「水の駅おづる」として整備、名水会議の設立。
- 直入郡直入町（現・竹田市） - 全国炭酸泉シンポジウムの開催、温泉熱利用事業。
- 日田郡中津江村（現・日田市） - 純金の雌雄の鯛を製作。雄は2006年（平成18年）に盗難にあったが、雌は2012年（平成24年）に雌雄の購入額を上回る売価で売却。
- 東国東郡姫島村 - 次代を担う若者が集うことのできる若者宿を建設。
- 西国東郡香々地町（現・豊後高田市） - 過疎化対策として「花嫁ゆとりプラン」を発足。町内に住む男性と結婚し町に定住する女性に10年間にわたり毎月1万円を共済掛金として給付、10年後に120万円とプラスアルファの満期金を支払う。
- 大野郡朝地町（現・豊後大野市） - 同町出身の彫刻家である朝倉文夫の記念公園を建設。
- 南海部郡本匠村（現・佐伯市） - 日本一の大水車建設。
- 別府市 - 1990年7月より毎月ふるさと創生文化講演会を実施。
- 大分郡湯布院町（現・由布市） - 「川をきれいにする事業」に7000万円を使用したほか、町民研修事業に使用。

宮崎県

- 宮崎市 - 心のふるさと子守歌運動。

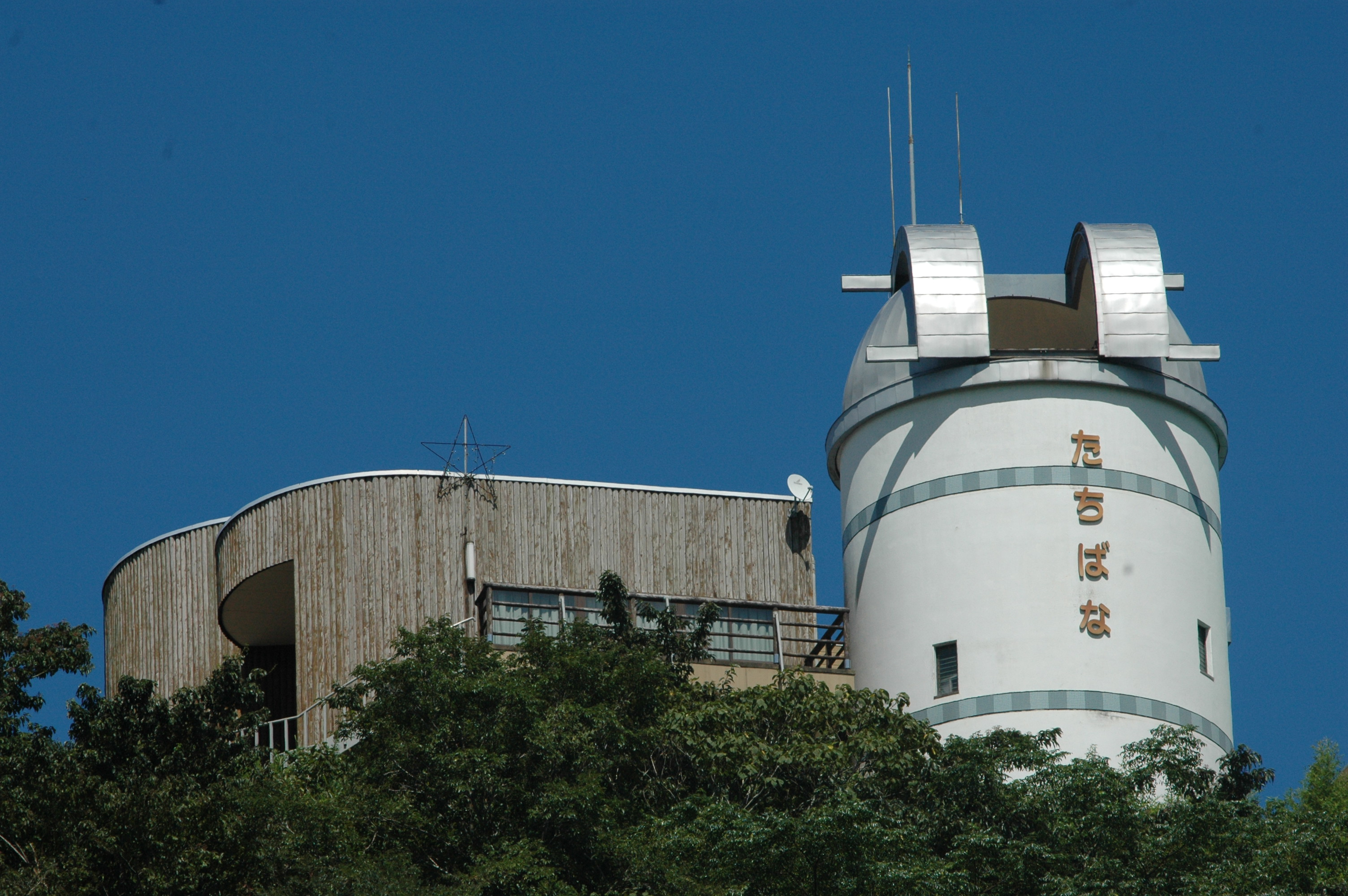
たちばな天文台（旧・高崎町、現・都城市）

- 北諸県郡高崎町（現・都城市） - たちばな天文台を建設。
- 西臼杵郡高千穂町 - 温泉開発に5,000万円、残りは村おこし推進協議会へ交付。1990年に大字岩戸五ヶ村地区の掘削地で源泉に到達
- 東臼杵郡南郷村（現・美郷町） - 百済の里づくりとして、森林公園の一角を「恋人の丘」として整備し、韓国の姉妹都市扶余にある百花亭を再現。また百済キムチの工場の建設や道路標識のハングル併記、百済の館の建設などを行った。
- 都城市 - ウエルネス都城事業に充てられた。
- 北諸県郡山之口町（現・都城市） - あじさい公園、人形の館の建設、基金設置。

鹿児島県
- 加世田市（現・南さつま市） - 全額基金に積み立てられた。
- 内之浦町（現・肝付町） - 国民宿舎コスモピア内之浦の温泉井掘削工事費用として活用。同施設は2020年9月より休館。
- 姶良郡加治木町（現・姶良市） - 椋鳩十文学館の建設。
- 伊佐郡菱刈町（現・伊佐市） - 農村婦人100人会の結成。
- 鹿児島郡桜島町（現・鹿児島市） - 特産品及び未利用資源の商品化開発事業。
- 名瀬市（現・奄美市） - 都市景観表彰制度を創設。
- 大島郡龍郷町 - 農業振興事業に活用された。
- 大島郡和泊町 - 和泊町農業機械リース会社の設立。
- 大島郡天城町 - 大河ドラマ誘致事業。
- 鹿児島郡十島村 - 宝島のイマキラ岳山頂に展望台を設置するなど観光促進事業に使用した。
- 西之表市 - 日ポ交流の地・花と香りのロマン島建設基金の設立。

### 沖縄県
- 名護市 - リュウキュウアユの放流[17]、名護親方塾の開催[20]。
- 島尻郡南大東村 - 星野洞（鍾乳洞）の観光事業整備工事に充当。
- 島尻郡南風原町 - かすりの道整備事業[54]。
- 平良市（現・宮古島市） - 特産品の開発調査研究や人材育成事業を行った[266]
- 宮古郡伊良部町（現・宮古島市） - 平成の森公園を整備。
- 国頭郡今帰仁村 - 老朽化した保存機のC57形 87号機を修復。
- 中頭郡北谷町 - 公共施設管理公社設置事業[106]。
- 宮古郡上野村（現・宮古島市） - うえのドイツ文化村の建設[17]、トロピカルフルーツランド、ツマグロゼミのふるさとづくり事業など[316]。
- 中頭郡読谷村 - ノーベル平和賞を夢見る村人基金の設置[316]。
- 八重山郡竹富町 - 竹富町まちなみ保存基金の設立[266]。

## 関連書籍
- 外山操とグループ21『おらが村の一億円は何に化けたか—笑撃の“ふるさと創生”使いみち白書』雄鶏社、1993年。ISBN 4277880053
- 『夢見る黄金地球儀』 海堂尊（2007年、東京創元社）ISBN 978-4-488-01745-3